# Bitwa o Hue
Bitwa o Hue – jedna z najważniejszych bitew wojny wietnamskiej, stoczona w okresie od stycznia do marca 1968 roku w trakcie ofensywy Tết.
W styczniu 1968 roku Hue – ważne strategicznie miasto w Wietnamie Południowym – stało się celem ataku sił komunistycznych z północy. Nocą 31 stycznia dwa bataliony Vietcongu ostrzelały miasto, zajmując pozycje i oczekując na siły Wietnamskiej Armii Ludowej podążające w rejon Hue. Próby ataków na bramy miasta zakończyły się niepowodzeniem i wysokimi stratami wśród atakujących. Pomimo tego amerykańscy żołnierze piechoty morskiej początkowo nie byli w stanie powstrzymać naporu wroga, który zajmował poszczególne rejony miasta. Po dwóch godzinach walk miasto wraz ze znajdującą się w nim Cytadelą zostało zdobyte przez siły północy.
Na wieść o trudnej sytuacji Amerykanów w Hue, na pomoc z bazy wojskowej Phú Bài wyruszyły dwa plutony Marines kompanii A w asyście czterech czołgów M48 Patton. Po ciężkich walkach grupa ta przedarła się przez pozycje Vietcongu, a następnie rozpoczęła ostrzał z czołgów tych budynków, w których znajdowały się stanowiska nieprzyjaciela. W odpowiedzi obrońcy zarzucili Amerykanów salwami z granatników przeciwpancernych. Dowodzący grupą kapitan Gordon Batcheller wezwał posiłki. Do poważnie przetrzebionej kompanii A dołączyła wkrótce kompania G ppłk. Marcusa Gravela. Amerykanie unieszkodliwili stanowisko karabinu maszynowego, dzięki czemu przedarli się do bazy dla Armii Republiki Wietnamu (ARW) – MACV (Military Assistance Command Vietnam). Stąd kompania G poprowadziła atak na drugi brzeg Rzeki Perfumowej. W międzyczasie śmigłowce dostarczały do bazy posiłki oraz zabierały rannych. Atak komunistów został przerwany, pomimo tego posiadali oni znaczną przewagę w ludziach oraz dysponowali dużymi zapasami amunicji.
Drugiego dnia walk (1 lutego), siedem kompanii Marines rozpoczęło działania w południowej części miasta. Równocześnie trwały walki sił ARW z Vietcongiem w rejonie Cytadeli. Po kilku dniach krwawych walk o każdy dom, 12 lutego Amerykanie rozpoczęli atak na zajętą przez wroga Cytadelę. Przy wsparciu sił ARW zajęto większość jej obszaru. Wykorzystane do ataku w wąskich uliczkach Cytadeli czołgi były łatwym celem dla Vietcongu. Sytuację poprawiło nieznacznie użycie gazu łzawiącego. Walki trwały jednak nadal. W dniach 13–20 lutego Amerykanie stracili 47 zabitych i 240 rannych. Dnia 21 lutego Amerykanom udało się przerwać linie zaopatrzenia do Hue. Dzień później wraz z ARW, Amerykanie przypuścili decydujący atak na pozbawionego dostaw i osłabionego walkami przeciwnika.
Bitwa o Hue trwała 26 dni. Straty po stronie ARW wyniosły 452 zabitych i 2123 rannych, Amerykanie stracili 221 ludzi a 1584 odniosło rany, w tym Marines: 142 zabitych, 857 rannych. Straty Vietcongu szacowane są na 5000 zabitych i 98 jeńców. Zginęło także 5800 cywilów a całe miasto wraz z zabytkowym centrum zamieniło się w ruinę.

## Planowanie
Hue, starożytna cesarska stolica Wietnamu, w latach 60. XX wieku liczyła prawie 140 000 mieszkańców, co czyniło ją trzecim co do wielkości miastem w Republice Wietnamu, powszechnie znanej jako Wietnam Południowy. Cytadela, czyli Miasto Cesarskie, to otoczona murem część Hue, położona na północnym brzegu Rzeki Perfumowej. Mury Cytadeli tworzą kwadrat o bokach 2500 metrów. Zewnętrzny kamienny mur ma metr grubości, pięć metrów wysokości i jest oddzielony od wewnętrznego muru wypełnieniem ziemnym. Odległość między murami waha się od 75 metrów do 17,5 metra. Połowa populacji miasta mieszkała w Cytadeli, w jedno- lub dwupiętrowych domach otoczonych kamiennymi murami.
Na południowym brzegu rzeki leżało nowe miasto, w którym znajdowała się większość budynków rządowych, szkół i uniwersytetu, położonych na szerokich bulwarach. Cytadelę i nowe miasto łączył most Trường Tiền (16°28′05″N 107°35′20″E/16,468000 107,589000), przez który prowadziła autostrada nr 1, a dalej na zachód droga do mostu kolejowego Bạch Hổ. Hue było miastem o symbolicznym znaczeniu, jako stolica Wietnamu pod rządami dynastii Nguyễn od 1802 do 1945 roku. Takie ważne postacie życie politycznego obydwu Wietnamów jak Hồ Chí Minh, Phạm Văn Đồng, Võ Nguyên Giáp i Ngô Đình Diệm uczęszczali do elitarnego liceum tym w mieście. Hue było także centrum kryzysu buddyjskiego w 1963 i powstania buddyjskiego w 1966 roku. Poza tradycyjnie antykomunistycznymi katolikami w mieście, jego populacja buddystów i intelektualistów także była letnimi zwolennikami prezydenta Nguyễna Văn Thiệu i premiera Nguyễna Cao Kỳ.
Północnowietnamski plan ofensywy Tết był znany jako „Ofensywa Generalna – Powstanie Generalne”. Ofensywa Generalna miała obejmować konwencjonalne i partyzanckie działania militarne skierowane przede wszystkim przeciwko „marionetkowemu” wojsku i rządowi Wietnamu Południowego, mając na celu zniszczenie ich legitymacji wśród ludności Wietnamu Południowego. Powstanie Generalne było oczekiwaniem, że uciskana ludność Wietnamu Południowego wznieci spontanicznie powstanie i obali rząd Thiệu-Kỳ, co zmusi Stany Zjednoczone do wycofania się z wojny. Strategicznym celem w Hue było zdobycie (w dokumentach komunistów „wyzwolenie”) i utrzymanie miasta, co doprowadziłoby do ustanowienia w nim rządu rewolucyjnego. Podczas gdy niektórzy starsi przywódcy Wietnamskiej Armii Ludowej byli sceptyczni co do planu, wierząc, że mało prawdopodobne jest, aby ludność się zbuntowała i że będą mogli wytrzymać przeciwko siłom Wietnamskiej Armii Ludowej i USA tylko przez kilka dni, zanim zostaną zmuszeni do wycofania się, wykonali rozkazy. Młodsi żołnierze byli przekonani przez partyjną propagandę, że są na skraju wielkiego zwycięstwa, które zakończy wojnę. Kiedy siły Wietnamskiej Armii Ludowej i Vietcongu opuściły swoje obozy bazowe na zachód od Hue, aby rozpocząć atak, nie miały zamiaru do nich wracać.
Armia Republiki Wietnamu (ARW) i Wojskowe Dowództwo Wsparcia Wietnamu (Military Assistance Command Vietnam, MACV) były w dużej mierze nieprzygotowane na ofensywę Tết. MACV skupił się na bitwie pod Khe Sanh, gdzie przypuszczano, że atak armii północnowietnamskiej jest nieuchronny. Przygotowując się do tego, MACV był w trakcie operacji Checkers: przesunięcia 1 Dywizji Piechoty Morskiej do prowincji Quảng Trị w celu wsparcia Khe Sanh.

## Siły przeciwników

### Wietnam Południowy
Kwatera główna południowowietnamkiej 1 Dywizji gen.-bryg. Ngô Quang Trưởnga znajdowała się w garnizonie Mang Cá, mini-twierdzy w północno-wschodnim narożniku Cytadeli. Oprócz personelu kwatery głównej i garstki jednostek wsparcia, jedynymi jednostkami bojowymi w Cytadeli były 36-osobowy pluton rozpoznawczy dywizji i jej siły reagowania, elitarna kompania rozpoznawcza Hắc Báo (Czarna Pantera). 3 kilometry na południowy zachód od Cytadeli, na północnym brzegu Rzeki Perfumowej, znajdowało się centrum szkolenia dywizji Văn Thánh i oddział haubic kal. 105 mm. 2 km na południe od Rzeki Perfumowej i tuż na zachód od autostrady nr 1 znajdował się obóz wojskowy Tam Thai, siedziba 7 Pułku Pancernego ARW wyposażonego w czołgi M41 Walker Bulldog. Około 2 km na południowy zachód znajdował się kompleks 101. kompanii inżynieryjnej (16°26′13″N 107°34′55″E/16,437000 107,582000). Jednostki 1 Dywizji były rozproszone po całym I Korpusie, dwa bataliony 3 Pułku Piechoty znajdowały się na zachód od Hue, jeden na rutynowej misji patrolowej, a drugi przechodzący szkolenie w centrum Văn Thánh, podczas gdy pozostałe dwa bataliony pułku poszukiwały sił komunistycznych w pobliżu wybrzeża na południowy wschód od Hue. 1 Pułk stacjonował w pobliżu Quảng Trị 50 kilometrów na północny zachód, a 2 Pułk znajdował się kolejne 12 km dalej w górę autostrady nr 1 w pobliżu Đông Hà. Pod dowództwem I Korpusu, ale dostępne dla Trưởnga na jego prośbę, znajdowały się dwa bataliony 1 Powietrznodesantowej Grupy Zadaniowej ARW i oddział transporterów opancerzonych z 7 Eskadry Kawalerii Pancernej w PK-17, bazie ARW położonej w pobliżu autostrady 1, 17 km na północ od Hue.

### Stany Zjednoczone
Baza bojowa Marines w Phú Bài, 11 kilometrów na południe od Hue na autostrady nr 1, obejmowała Grupę Zadaniową X-Ray, komponent wielkości brygady na bazie 1 Dywizji Piechoty Morskiej, zbudowany wokół 1. i 5 Pułku Piechoty Morskiej. 1. i 3 Brygada Armii Stanów Zjednoczonych, 1 Dywizja Kawalerii i 2 Brygada 101 Dywizji Powietrznodesantowej operowały z serii baz ogniowych i stref lądowania pomiędzy Phú Bài i Quảng Trị. Zarówno jednostki piechoty morskiej, jak i jednostki aeromobilne operujące w pobliżu Hue były w stanie niepewności, gdy rozpoczęło się święto Tết. 1 Dywizja Kawalerii była w trakcie relokacji z prowincji Bình Định w II Korpusie do prowincji Quảng Trị i Thừa Thiên w I Korpusie. Pod koniec stycznia większość jej jednostek bojowych przybyła, ale wiele komponentów logistycznych dywizji było nadal w drodze. Gdy kwatera główna 3 Brygady 1 Dywizji Kawalerii przybyła do Camp Evans, 27 kilometrów na północny zachód od Hue 26 stycznia, okazało się, że w tym miejscu nie ma zapasów amunicji ani paliwa. Zapasy miały pozostać ograniczone przez następny tydzień, ponieważ śmigłowce Dywizji próbowały zgromadzić zapasy materiałów. W Hue około 100 doradców i personelu administracyjnego Armii USA, a także kilku strażników piechoty morskiej, miało kwaterę główną w nowym mieście w słabo bronionym kompleksie MACV (16.466°N 107.592°E), półtora bloku na południe od Rzeki Perfumowej po wschodniej stronie autostrady nr 1. Rotacyjna grupa personelu z kompleksu stacjonowała w kwaterze głównej Trưởnga dniem i nocą. Inni doradcy przebywali na wsi, towarzysząc jednostkom ARW. Niewielka grupa techników armii obsługiwała ośrodek łączności kilkaset metrów na wschód od kompleksu MACV. Kilkudziesięciu specjalistów technicznych armii i personelu wywiadu wojskowego zostało zakwaterowanych w hotelu Hương Giang kilka przecznic na zachód. Wreszcie, niewielki oddział personelu United States Navy został rozmieszczony przy pochylni dla łodzi tuż na północ od kompleksu MACV.

### Wietnam Północny i Vietcong
Co najmniej dwa pułki Wietnamskiej Armii Ludowej, dwa bataliony saperów i asortyment lokalnych sił Vietcongu znajdowały się w prowincji Thừa Thiên. Uważa się, że kwatera główna 6. pułku Wietnamskiej Armii Ludowej i dwóch jego batalionów znajdowała się w obozie bazowym 114, 30 kilometrów na południowy zachód od Hue, podczas gdy trzeci batalion z pułku znajdował się około 35 kilometrów na północny zachód od miasta, operując na przybrzeżnych równinach. Jednostka saperów miasta Hue i 12. batalion saperów również znajdowały się w obozie bazowym 114. Kilka lokalnych kompanii siłowych działało w dystryktach otaczających Hue. Donoszono, że 804. batalion nowo utworzonego 4 Pułku znajdował się w pobliżu dystryktu Phú Lộc, 30 kilometrów na południowy wschód od miasta. Druga jednostka z pułku, 810. batalion, i kilka lokalnych kompanii siłowych przemierzało równinę przybrzeżną na północ i wschód od Hue. Bez wiedzy wywiadu alianckiego, Wietnamskiej Armii Ludowej niedawno przeniósł kilka kolejnych pułków i jednostek wsparcia z prowincji Quảng Trị w okolice Hue. Wśród nowych przybyszów był 7. batalion 29 Pułku 325C Dywizji, jednostka, która do niedawna oblegała Khe Sanh. Nowością w prowincji Thừa Thiên był również 5 Pułk, trzybatalionowa jednostka, która zwykle działała z Bazy 101 w pobliżu Quảng Trị. Komuniści utworzyli specjalną strefę logistyczną i administracyjną znaną jako Front Miasta Hue, aby zarządzać nadchodzącą bitwą. Nowa kwatera główna, obsadzona przez wysokich rangą urzędników z Frontu Trị-Thiên-Hue, lokalnych członków partii i oficerów z jednostek biorących udział w ataku, miała przyjąć władzę nad miastem i trzema dzielnicami, które je otaczały.
28 stycznia jednostki komunistyczne, którym powierzono atak na nowe miasto w Hue, rozpoczęły zajmowanie pozycji, 48 godzin wcześniej niż skrzydło północne, którego zadaniem było zaatakowanie Cytadeli, ponieważ miało dłuższy dystans do przebycia i trudniejszy teren do pokonania. 804. batalion 4 Pułku rozpoczął marsz z Phú Lộc do obozu górskiego 20 kilometrów na południe od Hue, gdzie zebrała się większość południowego skrzydła. Również 28 stycznia 810. batalion, 4 Pułk i 2. batalion saperów rozpoczęły marsz w kierunku miasta z lokalizacji wzdłuż wybrzeża na wschód od Hue. Po południu 29 stycznia główna część południowego skrzydła, 804. batalion, 1. batalion saperów, 815. i 818. batalion 5 Pułku, grupa dowodzenia południowego skrzydła i różne jednostki wsparcia zeszły ze swojego górskiego obszaru postoju i skierowały się w stronę rzeki Tả Trạch, która znajdowała się między siłami atakującymi a Hue. Jednostki te zamierzały skorzystać ze stacji promowej 10 kilometrów na południe od miasta, aby przeprawić się przez rzekę. Główne oddziały południowego skrzydła, 1. batalion saperów i część 804. batalionu, przybyły dwie godziny przed planowanym terminem, co oznaczało, że dotarły do przeprawy na długo przed zachodem słońca. Amerykański samolot zauważył te jednostki i zgłosił ich pozycję. Pociski artyleryjskie zaczęły spadać w pobliżu przystani promowej, a do ataku wkrótce dołączyły myśliwce bombardujące, które zabiły co najmniej 12 żołnierzy komunistycznych i rozproszyły pozostałe oddziały. Bombardowanie trwało z przerwami od 17:30 do 3:30 następnego dnia, zmuszając całe południowe skrzydło do odroczenia przeprawy promowej. Alianci nie wysłali wojsk lądowych w celu zbadania incydentu i nie ma dowodów na to, że wywołał on duże zaniepokojenie w którejkolwiek z kwater głównych. Komuniści przekroczyli rzekę bez oporu wieczorem 30 stycznia, ale opóźnienie spowodowało, że tylko 1. i 2. batalion saperów oraz kompania moździerzy 82 mm nie będą na swoich wysuniętych pozycjach, gdy rozpocznie się ofensywa.

## Bitwa

### Preludium

Mapa początkowego ataku

Przedwczesne, pierwsze ataki ofensywy Tết na Nha Trang i Quy Nhơn rano 30 stycznia doprowadziły do zerwania zawieszenia broni na święto Tết, ale wielu żołnierzy ARW było już na urlopach, co oznaczało, że obrona w Hue i wokół niego była niedostatecznie obsadzona. Dowiedziawszy się o odwołaniu zerwaniu zawieszenia broni, Trưởng nakazał swojej kadrze kwatery głównej pozostać tej nocy w kompleksie Mang Cá, wysłał trzy plutony z kompanii rozpoznawczej Hắc Báo, aby strzegły siedziby prowincji, elektrowni i więzienia w nowym mieście. Podzielił dwa kolejne plutony, aby wzmocnić bezpieczeństwo przy różnych bramach prowadzących do Cytadeli. Pozostały pluton Hắc Báo, złożony z najbardziej doświadczonych żołnierzy, zajął pozycję na centralnie położonym lotnisku Tây Lộc, aby działać jako siły szybkiego reagowania. Wiadomość o odwołanym zawieszeniu broni nigdy nie dotarła do kompleksu MACV.
Po południu 30 stycznia Trưởng wysłał pluton Hắc Báo i doradcę z armii australijskiej, aby zbadali północny brzeg Rzeki Perfumowej, który stanowił najprostszą trasę z obozu bazowego 114 do miasta. Po marszu na południowy zachód około 4 kilometrów zespół ukrył się w krzakach w pobliżu rzeki i czekał. Tego wieczora północne skrzydło szturmowe komunistów rozpoczęło marsz w kierunku Hue z obozów bazowych na zachodnich wzgórzach. Kompania Vietcongu uzbrojona w moździerze kal. 82 mm i działa bezodrzutowe kal. 57 mm skręciła na północ i zajęła pozycję w pobliżu placówki PK-17, aby ostrzelać stacjonujące tam jednostki powietrznodesantowe i pancerne ARW, gdy tylko rozpocznie się ofensywa. 2 kilometry na północny zachód oddział inżynieryjny znalazł się w zasięgu wzroku celu, mostu An Lỗ, który przecinał rzekę Bồ. 806. batalion, jedna kompania z 800. batalionu i pluton saperów złożony z czterdziestu ludzi, wszyscy z 6 Pułku, po cichu zajęli wysunięte pozycje wyjściowe na cmentarzu 2 kilometry na północny zachód od Cytadeli. W tym czasie 802. batalion z 6 Pułku, reszta 800. batalionu, 12. batalion saperów i kilka kompanii ciężkiej broni zeszło z gór do miejsca nad Rzeką Perfumową kilka kilometrów na zachód od Hue, po czym skręciło w stronę Cytadeli. O godzinie 22:00 wojska Południowowietnamskich Sił Regionalnych stacjonujące w wiosce kilkaset metrów na północ od mostu An Hòa zauważyły coś, co wyglądało na sylwetki żołnierzy wroga, poruszające się obok nich w ciemności. Żołnierze sił regionalnych otworzyli ogień i przekazali przez radio ostrzeżenie do kwatery głównej Trưởnga. Żołnierze ARW w Cytadeli wystrzelili flary nad wioską, aby pomóc żołnierzom sił regionalnych ocenić sytuację. Siły wroga, czterdziestu saperów i kompania piechoty z 800. batalionu, które czekały na cmentarzu na północny zachód od An Hòa, nie odpowiedziały ogniem, lecz odeszły, zanim mogły zostać oświetlone przez opadające flary. Misją saperów było wspięcie się na mur Cytadeli w pobliżu kompleksu Mang Cá, otwarcie i utrzymanie bram Hậu i An Hòa oraz pomoc kompanii piechoty w ataku na kwaterę główną Trưởnga. Komuniści nie mógł sobie pozwolić na strzelaninę w tym momencie i udało im się wymknąć bez podnoszenia dalszych alarmów. Po kilku minutach żołnierze sił regionalnych przestali strzelać, a niektórzy zaczęli się zastanawiać, czy widzieli wojska wroga, czy też strzelali do cieni. Tuż przed północą zespół rozpoznawczy ukrywający się w krzakach na północnym brzegu Rzeki Perfumowej zobaczył długą kolumnę żołnierzy Wietnamskiej Armii Ludowej wyłaniającą się z ciemności. Pluton aliantów pozostał poza zasięgiem wzroku, gdy 800., 802. i 12. batalion saperów maszerowały obok jego pozycji, kierując się na wschód wzdłuż rzeki w stronę miasta. Dowódca patrolu przekazał przez radio, co zobaczył, a Trưởng natychmiast wysłał lekki samolot obserwacyjny z lotniska Tây Lộc w celu poszukiwania sił wroga. Po locie pośród chmur samolot powrócił dwie godziny później, a jego pilot nie zauważył niczego niezwykłego.
W nocy 30 stycznia zaczął padać deszcz; począwszy od 2 lutego ten deszcz, niskie chmury i mgła (znane lokalnie jako crachin) miały trwać przez większą część bitwy i poważnie utrudniać wsparcie lotnicze i artyleryjskie aliantów.

### Atak

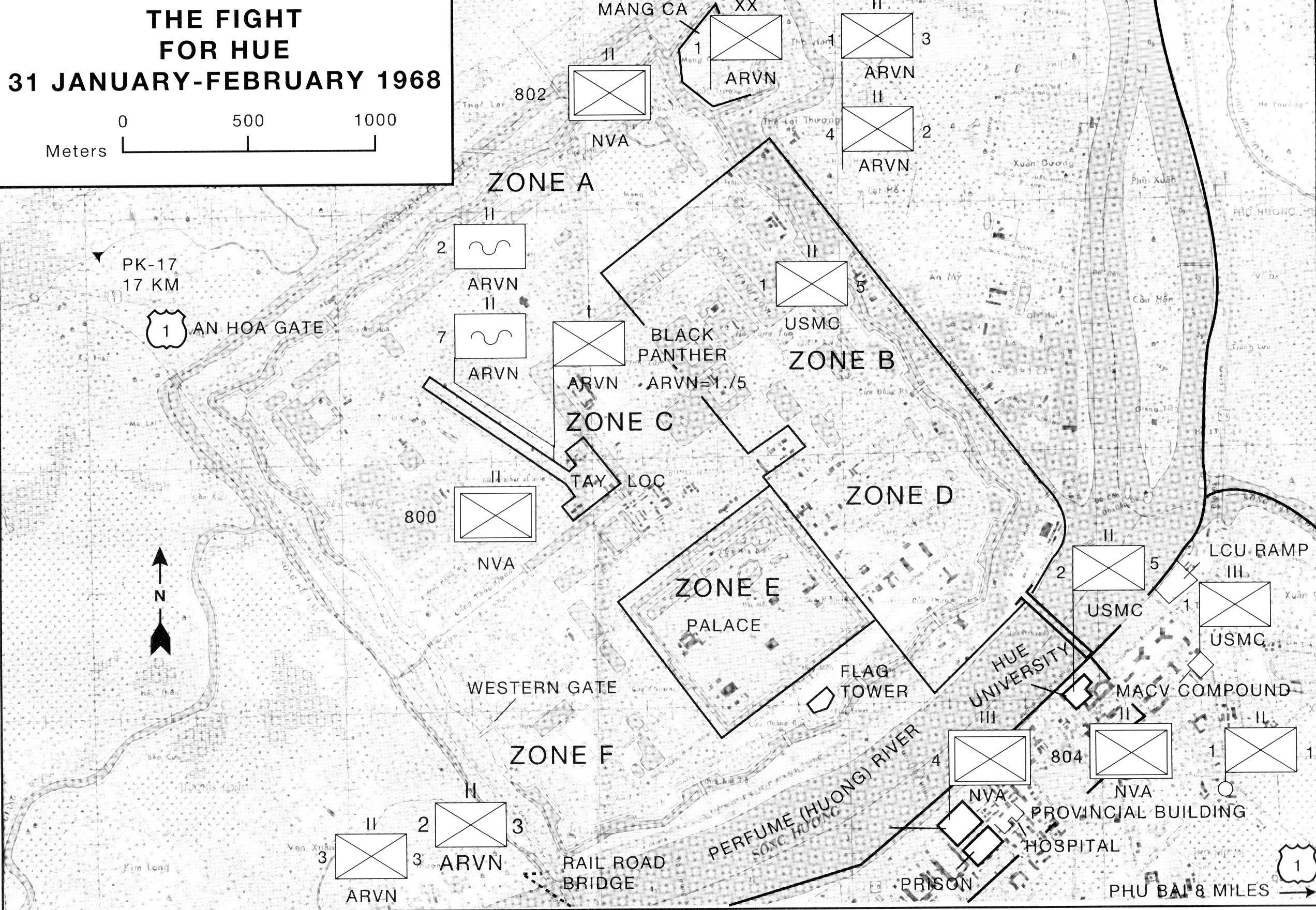
Początkowe pozycje w Hue

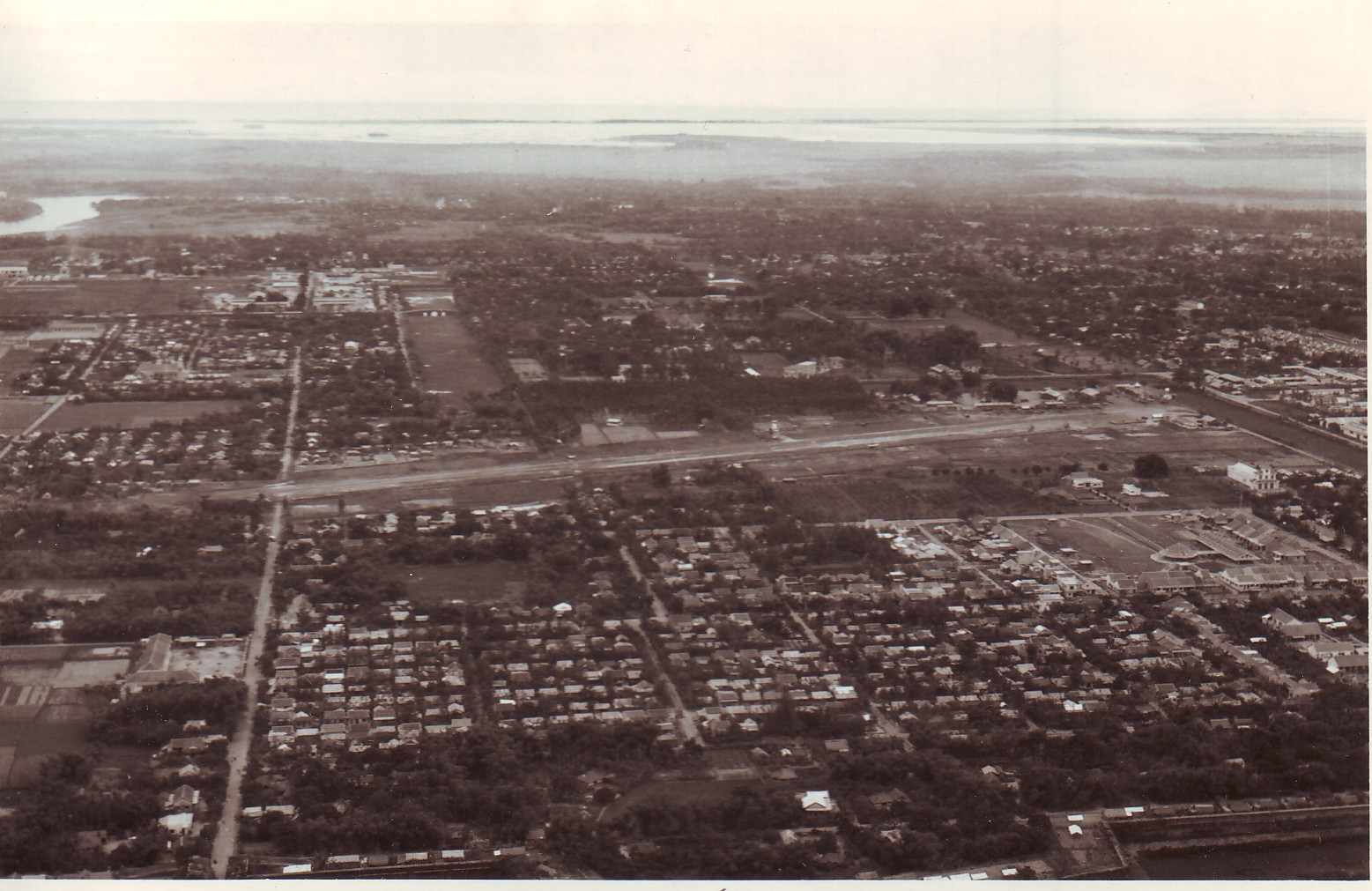
Lotnisko Tây Lộc

Wczesnym rankiem 31 stycznia 1968 roku siły komunistyczne wielkości dywizji rozpoczęły skoordynowany atak na miasto Hue. O godzinie 2:33 noc rozświetliła rakieta sygnałowa wystrzelona w niebo, a dwa bataliony z 6 Pułku Wietnamskiej Armii Ludowej zaatakowały zachodni mur Cytadeli. Ich celem było zdobycie garnizonu Mang Cá. Inne cele obejmowały lotnisko Tây Lộc i Pałac Cesarski.
Przy bramie Chánh Tây (16°28′26″N 107°33′40″E/16,474000 107,561000) na zachodnim murze Cytadeli, sześcioosobowa drużyna saperów Wietnamskiej Armii Ludowej ubrana w mundury ARW postępem zabiła strażników i otworzyła bramę. Na sygnał z latarek 800. batalion i kilka drużyn z 12. batalionu saperów wbiegło przez bramę i skierowało się na północny zachód w stronę lotniska Tây Lộc. 40-osobowy zespół szturmowy, który miał zaatakować Mang Cá przez kanał, zastał wejście zablokowane, więc ruszył, aby zaatakować Bramę Hữu (16°27′58″N 107°34′05″E/16,466000 107,568000) w południowo-zachodnim narożniku Cytadeli; tam atakujący zostali ostrzelani przez karabin maszynowy ARW i stracili 24 ludzi, zanim zdobyli swój cel. 802. batalion i kompania broni ciężkiej miały pewne problemy z przekroczeniem kanału poza południowo-wschodnim murem, ale wkrótce potem weszły do środka. 806. batalion, który okopał się na cmentarzu wzdłuż autostrady nr 1 w pobliżu zachodniego narożnika Cytadeli, wysłał grupę żołnierzy, aby zdobyli most An Hòa, odpędzając oddział sił regionalnych strzegący mostu i otwierając linię komunikacyjną z innymi siłami komunistycznymi w Cytadeli. Tymczasem trzydziestoosobowa grupa saperów, która wspięła się na północno-zachodni mur, pokonała strażników pełniących wartę przy bramach An Hòa i Hậu , a następnie otworzyła drzwi dla czekającej na zewnątrz kompanii piechoty. Połączone siły skierowały się następnie do kompleksu Mang Cá z zamiarem zneutralizowania kwatery głównej Trưởnga, zanim ten zdąży zorganizować obronę miasta.
O 3:40, dziesięć minut po czasie, oddziały 164 Pułku Artylerii Wietnamskiej Armii Ludowej wystrzeliły salwę rakiet kal. 122 mm w kierunku nowego miasta ze stanowisk ogniowych na wzgórzach południowo-zachodnich. Żołnierze północnowietnamscy wystrzelili również 130 pocisków moździerzowych kal. 82 mm w kierunku kompleksu Mang Cá w pierwszych minutach bitwy. Tymczasem 4 km na zachód od miasta 416. batalion Wietnamskiej Armii Ludowej, 5 Pułk, a także lokalna kompania Vietcongu i kompania karabinów bezodrzutowych wkroczyły do wiosek Thôn Quế Chữ i Thôn La Chữ (16°28′52″N 107°30′14″E/16,481000 107,504000). W Thôn La Chữ południowowietnamski urzędnik, który był agentem Vietcongu, wcześniej wykorzystał pieniądze z amerykańskiej pomocy, aby zbudować trzypiętrowy betonowo-stalowy schron przeciwlotniczy dla lokalnych mieszkańców, a grupa dowodzenia Frontu Miasta Hue używała go później jako swojej kwatery głównej. Tymczasem 416. batalion rozpoczął fortyfikowanie bliźniaczych wiosek za pomocą pajęczych dziur, okopów i zamaskowanych pozycji bojowych.
O 4:00 armia północnowietnamska dotarła do lotniska Tây Lộc, gdzie 50 żołnierzy kompanii rozpoznawczej Hắc Báo, wzmocnionych przez 1. kompanię artyleryjską 1 Dywizji zatrzymało 800. batalion Wietnamskiej Armii Ludowej. Chociaż w jednym z opisów bitwy stwierdzono, że oddziały południowowietnamskie „nie stawiały silnego oporu”, raport Wietnamskiej Armii Ludowej potwierdzał, że „ciężki ogień ARW ogarnął całe lotnisko. O świcie nasze wojska nadal nie były w stanie posuwać się naprzód”. Walki o lotnisko toczyły się ze zmiennym szczęściem, najpierw ARW miała przewagę, a następnie Wietnamska Armia Ludowa. Tymczasem północnowietnamski 802. batalion ruszył na północ od Tây Lộc, aby zaatakować Mang Cá. Chociaż batalion Wietnamskiej Armii Ludowej wdarł się do kompleksu dywizji, doraźna 200-osobowa siła obronna złożona z oficerów sztabowych i uzbrojonych urzędników odparła ataki. Trưởng wezwał większość kompanii Hắc Báo z lotniska, aby wzmocnić obronę kwatery głównej, co zapewniło bezpieczeństwo kwatery głównej dywizji. O 4:40 saperzy zdobyli bramę Hữu, a grupa dowodzenia 6. pułku Wietnamskiej Armii Ludowej wkroczyła do Cytadeli. Poza murami Cytadeli zespołom saperów nie udało się zniszczyć mostów Bạch Hổ i Trường Tiền po zasadzce wojsk sił regionalnych. 150 żołnierzy południowowietnamskich z lotniska Tây Lộc wycofało się na wschód przez miasto, unikając sił północnowietnamskich i wkradło się do kompleksu Mang Cá krótko po 7:00, akurat na czas, aby odeprzeć kolejny duży atak 802. batalionu. Pluton rozpoznawczy, po powrocie do miasta, bronił Pałacu Cesarskiego, ale ostatecznie musiał wycofać się do Mang Cá. O 8:00 żołnierze Wietnamskiej Armii Ludowej podnieśli flagę Wietnamu Północnego nad wieżą Cytadeli.
Na południe od rzeki wzmocniona kompania 2. batalionu saperów rozpoczęła równoczesny atak na kompleks MACV w nowym mieście. Atakujący zostali ostrzelani przez karabin maszynowy w wieży strażniczej i żołnierzy w bunkrze, którzy byli w stanie powstrzymać atak wystarczająco długo, aby umożliwić kolegom w kompleksie utworzenie spójnej obrony. O godzinie 5:00 wzmocniona kompania z 1. batalionu saperów zaatakowała kompleks od wschodu, ale nie udało jej się przebić do środka. Po nieudanych próbach zdobycia Mang Cá i kompleksu MACV w początkowych atakach, komuniści nie próbowali ich ponownie zająć, zamiast tego utrzymując je pod ciągłym ostrzałem i ogólnie przyjmując postawę defensywną – ten błąd taktyczny pozwolił siłom południowowietnamskim i amerykańskim na wprowadzenie posiłków, które ostatecznie oczyściły miasto. Na wschód od kompleksu MACV, zespół ciężkiej broni z 2. batalionu saperów próbował zniszczyć 513. kompleks łączności Korpusu Łączności Armii USA. Strzelając z dużej odległości, komuniści chybili celu i nie podejmowali dalszych prób zajęcia tej pozycji. Jednak kompleks łączności był nieustannie nękany przez ogień snajperski.
Kompania z 815. batalionu i 818. batalion wkroczyły na zachodni kraniec nowego miasta około 4:50, osiemdziesiąt minut po planowanym czasie. 815. batalion został opóźniony, ponieważ południowowietnamskie siły paramilitarne zaatakowały batalion przy rzece przecinającej trzy kilometry na południe od miasta. Główne siły 818. batalionu opuściły obóz później niż planowano i zgubiły się w drodze do miasta. Po walce z wojskami sił regionalnych, które strzegły czterech mostów nad kanałem, część wojsk północnowietnamskich przeszła przez miasto i skierowała się w stronę listy celów, na której znalazły się szkoła wojskowa Montagnard, centrum Civil Operations and Revolutionary Development Support (CORDS), obóz transportowy Lê Lợi, kompleks administracji prowincjonalnej i więzienie oraz siedziba prowincji Thừa Thiên (16°27′40″N 107°34′55″E/16,461000 107,582000). Inne oddziały Wietnamskiej Armii Ludowej oddzieliły się i zaatakowały stację kolejową Hue oraz siedzibę policji w pobliżu mostu kolejowego Bạch Hổ. Wojska północnowietnamskie zajęły również pagodę Từ Đàm, tuż na południe od kanału, którą wkrótce przekształciły w główne stanowisko dowodzenia dla południowego skrzydła.
Tuż przed świtem 804. batalion dotarł na wschodnie obrzeża nowego miasta, z trzygodzinnym opóźnieniem. Niektóre elementy batalionu zostały opóźnione przez południowowietnamskie oddziały paramilitarne, podczas gdy inne zgubiły się po drodze. Mając w końcu miasto w zasięgu wzroku, trzy kompanie tworzące 804. batalion ruszyły w różnych kierunkach. Jedna kompania zajęła sześciokierunkowe skrzyżowanie na autostradzie nr 1 kilka przecznic na południowy wschód od kompleksu MACV, aby uniemożliwić alianckim siłom zmechanizowanym wejście do miasta. Kompania pomogła również grupie saperów przejąć budynek skarbu (16°27′54″N 107°35′24″E/16,465000 107,590000), pocztę i stację radiową kilka przecznic na północ. Druga kompania z 804. batalionu przejęła most An Cựu, podczas gdy trzecia kompania szturmowała mniejszy most nad kanałem w niewielkiej odległości na zachód. O świcie jedynymi obszarami nowego miasta, które nadal znajdowały się pod kontrolą aliantów, były więzienie bronione przez pluton Hắc Báo, obóz transportowy Lê Lợi, hotel Hương Giang, kompleks MACV, ośrodek łączności i dok załadunkowy marynarki wojennej.
Wczesnym rankiem nad miastem zestrzelono śmigłowiec Armii USA, jego załoga szukała schronienia u grupy żołnierzy ARW w małym kompleksie. Następnie śmigłowiec UH-1 Huey pilotowany przez st. chor. Fredericka Fergusona wylądował w kompleksie i uratował załogę pod ostrzałem. Za swoje czyny Ferguson został później odznaczony Medalem Honoru.

### Posiłki ARW
Zaniepokojony Trưởng wezwał posiłki, nakazując wszystkim czterem batalionom 3 Pułku przebywającym na wsi powrót do Cytadeli. Nakazał również dwóm jednostkom pancernym, 3. oddziałowi 7 Pułku Kawalerii stacjonującemu w PK–17 oraz wyposażonemu w czołgi 1. oddziałowi 7 Pułku Kawalerii w obozie Tam Thai na południowy wschód od Nowego Miasta, aby udały się do Mang Cá. Trưởng uzyskał pozwolenie od dowódcy I Korpusu, gen. Hoàng Xuân Lãma, na przejęcie kontroli nad 1 Powietrznodesantową Siłą Zadaniową. Chociaż południowowietnamski 9. batalion powietrznodesantowy został wciągnięty w walkę o Quảng Trị, 2. i 7. batalion powietrznodesantowy były wciąż dostępne w PK–17. Oddział pancerny w Tam Thai jako pierwszy odpowiedział na rozkaz Trưởnga. Krótko po 4:30 kolumna czołgów M41 i transporterów opancerzonych M113 opuściła kompleks i skierowała się autostradą nr 1. Jednak wkrótce po tym, jak kolumna przekroczyła most An Cựu nad kanałem Phủ Cam, żołnierze z 1. batalionu saperów i 818. batalionu, ukrywający się w budynkach w pobliżu drogi, otworzyli ogień z bliskiej odległości z granatników przeciwpancernych, ciężkich karabinów maszynowych i co najmniej czterech bezodrzutowych dział kal. 75 mm. Zasadzka zniszczyła kilka pojazdów i wprowadziła zamieszanie w 1. oddziale 7 Pułku Kawalerii. Kilka załóg M41 porzuciło zupełnie nieuszkodzone czołgi, gdy odkryły, że ich droga ucieczki jest zablokowana przez płonące wraki.
Odpowiadając na wezwanie w PK-17, o 9:00 3. kompania i 7. batalion sił powietrznodesantowych wytoczyły się z obszaru swojej bazy w konwoju pancernym na autostradę nr 1. Blokada Wietnamskiej Armii Ludowej z 806. batalionu na cmentarzu zatrzymała posiłki ARW około 400 metrów przed murem Cytadeli, niszcząc dwa M113. Siły powietrznodesantowe podjęły próbę frontalnego ataku na cmentarz, ale nie były w stanie przedrzeć się przez pozycje północnowietnamskie i nie mogły już ani wycofać ani posunąć naprzód, dlatego wezwały pomoc. 2. batalion powietrznodesantowy wzmocnił konwój i przeprowadził atak flankujący. Wczesnym rankiem 1 lutego oddziały Wietnamskiej Armii Ludowej wycofały się, a w południe jednostka Hắc Báo poprowadziła siły powietrznodesantowe do Mang Cá. Koszt był wysoki: ARW straciła 131 żołnierzy, w tym 40 zabitych i straciła cztery z 12 transporterów opancerzonych w konwoju. ARW przy tym twierdziła, że zabiła 250 żołnierzy północnowietnamskich, wzięła pięciu jeńców i odzyskała 71 sztuk ręcznej i 25 sztuk broni zespołowej.
3 Pułk ARW przechodził jeszcze trudniejsze chwile. 31 stycznia dwa z jego batalionów, 2. i 3., nacierały na wschód z obozowisk na południowy zachód od miasta wzdłuż północnego brzegu Rzeki Perfumowej, ale ogień obronny Wietnamskiej Armii Ludowej zmusił je do odwrotu. Nie mogąc wejść do Cytadeli, dwa bataliony ustanowiły swoje nocne pozycje poza południowo-wschodnim murem Cytadeli. Siły północnowietnamskie zablokowały 1. i 4. batalion pułku, operując na południowym wschodzie, gdy te próbowały wzmocnić jednostki w Hue. 1. batalion, któremu kończyła się amunicja napotkał 810. batalion, który został rozmieszczony w celu zablokowania wschodnich podejść do nowego miasta. Kpt. Phan Ngọc Lương, dowódca 1. batalionu, wycofał się ze swoim oddziałem do przybrzeżnej placówki Ba Lòng, przybywając tam z zaledwie trzema ośmionabojowymi magazynkami na żołnierza do ich przestarzałych karabinów M1 Garand z czasów II wojny światowej. W Ba Lòng batalion wsiadł na zmotoryzowane dżonki i następnego dnia dotarł do Cytadeli. 4. batalion natknął się na blokadę 2. batalionu saperów i kompanię z 810. batalionu. Wojska południowowietnamskie próbowały się przedrzeć, ale brakowało im siły ludzkiej i siły ognia, aby tego dokonać. Minęły cztery dni, zanim w końcu udało im się przebić przez linie komunistyczne i dotrzeć do kompleksu MACV.
Na południe od miasta, 31 stycznia ppłk Phan Hữu Chí, dowódca 7. szwadronu kawalerii pancernej ARW, próbował przełamać dominację komunistów. Poprowadził kolumnę pancerną w kierunku Hue, ale podobnie jak inne jednostki południowowietnamskie, nie udało mu się przebić. Dzięki obietnicy posiłków ze strony piechoty morskiej USA kolumna Chí, z trzema czołgami na czele, spróbowała raz jeszcze. Tym razem przekroczyli most An Cựu do nowego miasta. Zbliżając się do centralnej siedziby policji w południowym Hue, czołgi próbowały odciążyć obrońców policji, ale rakieta B-40 trafiła bezpośrednio w czołg Chí, zabijając go natychmiast. Południowowietnamskie siły pancerne wycofały się.

### Marines

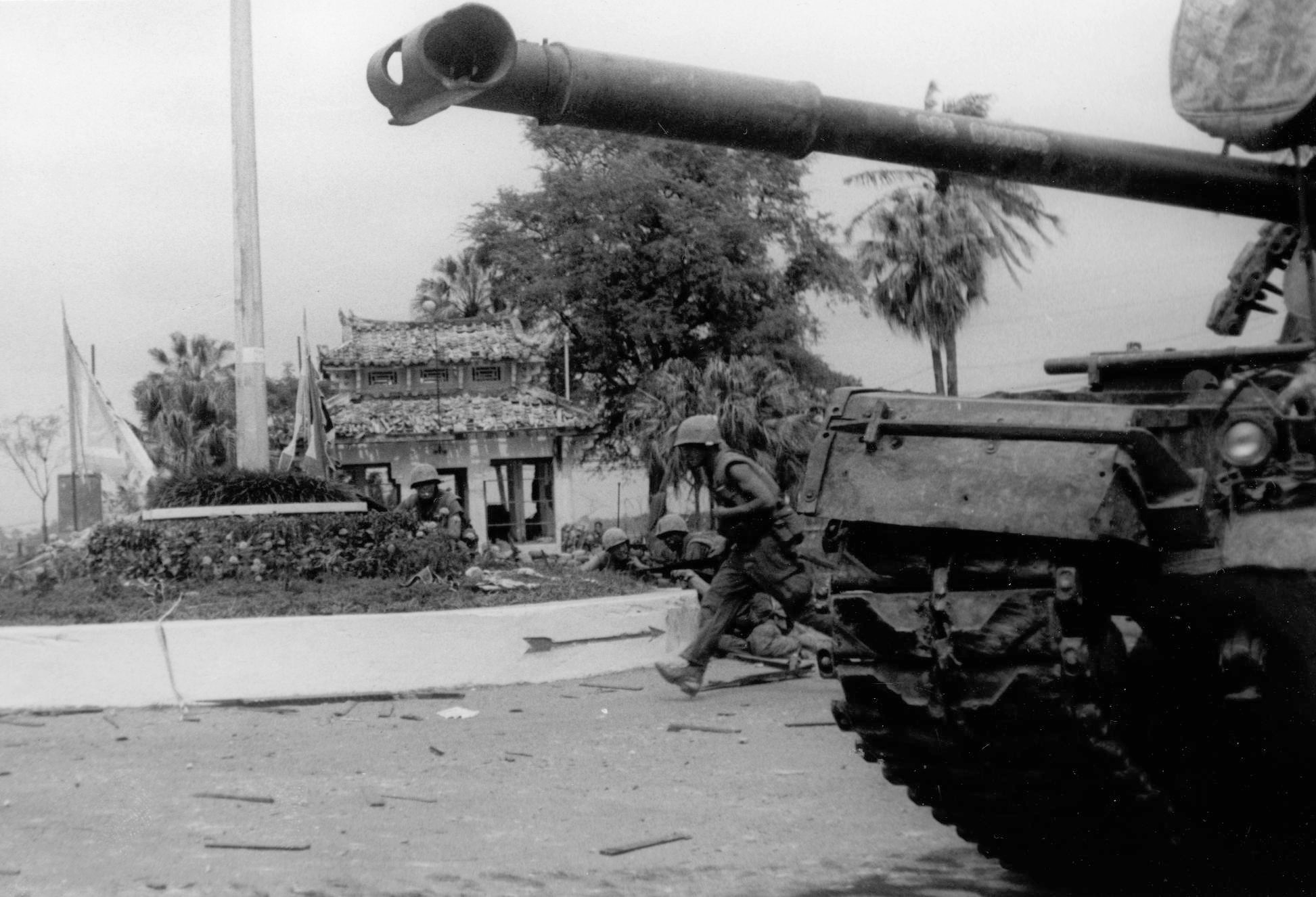
Marines oczyszczają budynki w południowej części Hue wspierani przez czołgi, 2 lutego 1968

Trzy bataliony USMC ochraniały bazę bojową Phú Bài, autostradę nr 1 i wszystkie zachodnie podejścia do Hue. Był to obszar operacyjny, do którego opanowania potrzebne były dwa pełne pułki.
W nocy z 30 na 31 stycznia Marines stanęli w obliczu ostrzału rakietowego i moździerzowego w bazie bojowej Phú Bài, a jednostki piechoty komunistycznej uderzyły w plutony połączonych operacji piechoty morskiej (combined action platoons, CAP) oraz lokalne jednostki Sił Ludowych i sił regionalnych, m.in. w sektorach rzeki Truồi i Phú Lộc. Około godziny 4:00 kompania Wietnamskiej Armii Ludowej zaatakowała oddział ochrony ARW broniący mostu na autostradzie nr 1 nad rzeką Truồi (16°19′16″N 107°46′23″E/16,321000 107,773000) i pobliskiego CAP H-8. Dowódca 1 Pułku Piechoty Morskiej, płk Stanley S. Hughes, wydał rozkaz kpt. George'owi R. Christmasowi, dowódcy kompanii H 2. batalionu 5 Pułku Marines, aby ten odciążył jednostkę CAP, a kompania H starła się z komunistami, gdy ci wycofywali się z pozycji CAP. Widząc okazję do okrążenia przeciwnika, ppłk Ernie Cheatham wzmocnił kompanię H swoją Grupą Dowodzenia i kompanią F. Mając swoje pozostałe kompanie na pozycjach blokujących, Cheatham miał nadzieję przycisnąć komunistów do rzeki Truồi. Jednak o 10:30 31 stycznia kompania G otrzymała rozkaz udania się do Phú Bài jako rezerwa Grupy Zadaniowej, a kompania F została zabrana spod kontroli operacyjnej Hughesa później tego popołudnia. Wraz z odejściem kompanii F około 16:30, komuniści pomyślnie się wycofali, a kompanie H i E zajęły nocne pozycje obronne. Marines zabili 18 żołnierzy Wietnamskiej Armii Ludowej lub Vietcongu i schwytali jednego, kosztem trzech własnych zabitych i 13 rannych.
Podczas gdy walki trwały w sektorach rzeki Truồi i Phú Lộc, 1 batalion, 1 Pułku Marines rozpoczął wkraczanie do Hue. Wczesnym rankiem 31 stycznia, po bombardowaniu rakietowym lotniska i początkowym ataku na most na rzece Truồi, Grupy Zadaniowa X-Ray otrzymała raporty o uderzeniach wzdłuż całej autostrady nr 1 między przełęczą Hải Vân a Hue. Łącznie komuniści uderzyli w około 18 celów w okolicach mostów, jednostek CAP i pozycji obronnych kompanii. Mając kompanię A 1 Pułku Marines jako rezerwę w Phú Bài, Hughes nakazał ppłk. Marcusowi Gravelowi przygotowanie kompanii na wszelkie ewentualności. O 6:30 Hughes nakazał kompanii wzmocnienie mostu na rzece Truồi. Kapitan Gordon Batcheller później wspominał, że „zostaliśmy wyrwani około 4:00 31 stycznia i wyruszyliśmy na południe ciężarówkami, aby spotkać i wzmocnić siły ARW około półtora arkusza mapy na południe od Phú Bài”. Następnie konwój zawrócono i wysłano w kierunku Hue.
Do tego momentu obrona Hue była prowadzona wyłącznie przez wojska Wietnamu Południowego. Gen.-bryg. Foster LaHue, dowódca Grupy Zadaniowej X-Ray, miał w rzeczywistości bardzo mało wiarygodnych informacji wywiadowczych na temat sytuacji w mieście. Wiedział tylko, że kwatera główna Trưởnga została zaatakowana, podobnie jak kompleks MACV. Z powodu ostrzału moździerzowego rampy LCU w południowym Hue, sojusznicy zatrzymali cały ruch rzeczny do miasta. Jak później napisał LaHue: „Początkowe rozmieszczenie sił zostało dokonane przy ograniczonej wiedzy”.

### Pierwsze kontrataki Marines

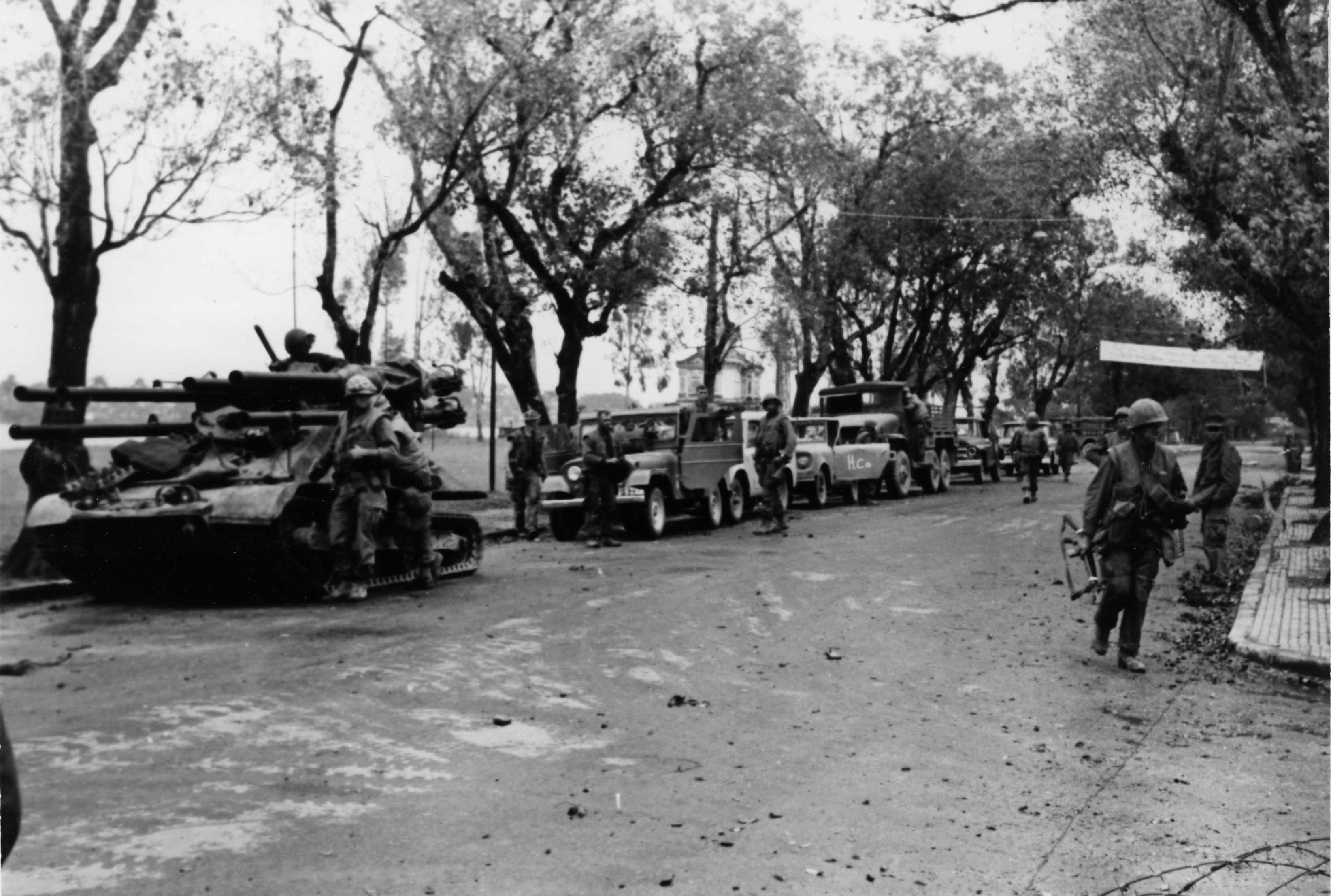
M50 Ontos prowadzi konwój ewakuacyjny, 31 stycznia 1968

Gdy Marines zbliżyli się do południowych przedmieść miasta, znaleźli się pod coraz silniejszym ostrzałem 804. batalionu Wietnamskiej Armii Ludowej. W jednej wiosce żołnierze zeskoczyli z pojazdów i oczyścili domy po obu stronach głównej ulicy, zanim ruszyli dalej. Podczas walk kompanii A, dowódca 1. batalionu 1 Pułku Marines, kpt. Batchellor został ranny, a dowództwo nad kompanią objął sierż. artylerii John L. Canley. On i sierż. Alfredo Cantu Gonzalez dowodzili Marines w obronie konwoju, za co obaj zostali później odznaczeni Medalami Honoru. Konwój Marines zatrzymywał się kilka razy, aby wyeliminować opór w ciężkich walkach dom po domu, po czym ruszał dalej. Około 15:15 Marines zdołali przedostać się w kierunku Kompleksu MACV. W tym czasie atakujący komuniści wycofali swoje siły z bezpośredniego sąsiedztwa Kompleksu. Gravel spotkał się z płk. armii George’em O. Adkissonem, starszym doradcą amerykańskim w 1 Dywizji ARW.
Pozostawiając kompanię A, aby zajęła Kompleks MACV, Gravel zabrał kompanię G, wzmocnioną trzema czołgami M48 z 3. batalionu czołgów i kilkoma południowowietnamskimi lekkimi czołgami M24 z 7. eskadry kawalerii pancernej i próbował przekroczyć most Trường Tiền, główny most nad Rzeką Perfumową. Gravel zostawił czołgi na południowym brzegu, aby zapewnić bezpośrednie wsparcie ogniowe. Jak później wspominał, amerykańskie M48 były zbyt ciężkie dla tego mostu, a czołgiści ARW „odmówili przejścia”. Gdy piechota morska ruszyła przez most, karabin maszynowy na drugim końcu mostu otworzył ogień, zabijając i raniąc kilku Marines. Jeden z Marines, kpr. Lester A. Tully, później odznaczony Srebrną Gwiazdą za swoje czyny, pobiegł naprzód, rzucił przed siebie granat ręczny i uciszył w ten sposób karabin maszynowy. Dwóm plutonom udało się przedostać na drugą stronę. Skręcili w lewo i natychmiast znaleźli się pod ostrzałem z broni automatycznej i dział bezodrzutowych z murów Cytadeli. Marines zdecydowali się wycofać. Łatwiej było to powiedzieć niż zrobić, ponieważ komuniści byli dobrze okopani i strzelali z praktycznie każdego budynku w Cytadeli. Wraz ze wzrostem liczby rannych, Marines przejęli kilka porzuconych wietnamskich pojazdów cywilnych i użyli ich jako prowizorycznych ambulansów do przewożenia rannych. Wśród ofiar na moście znalazł się mjr Walter M. Murphy, oficer operacyjny 1. batalionu, który zmarł później z powodu odniesionych ran.

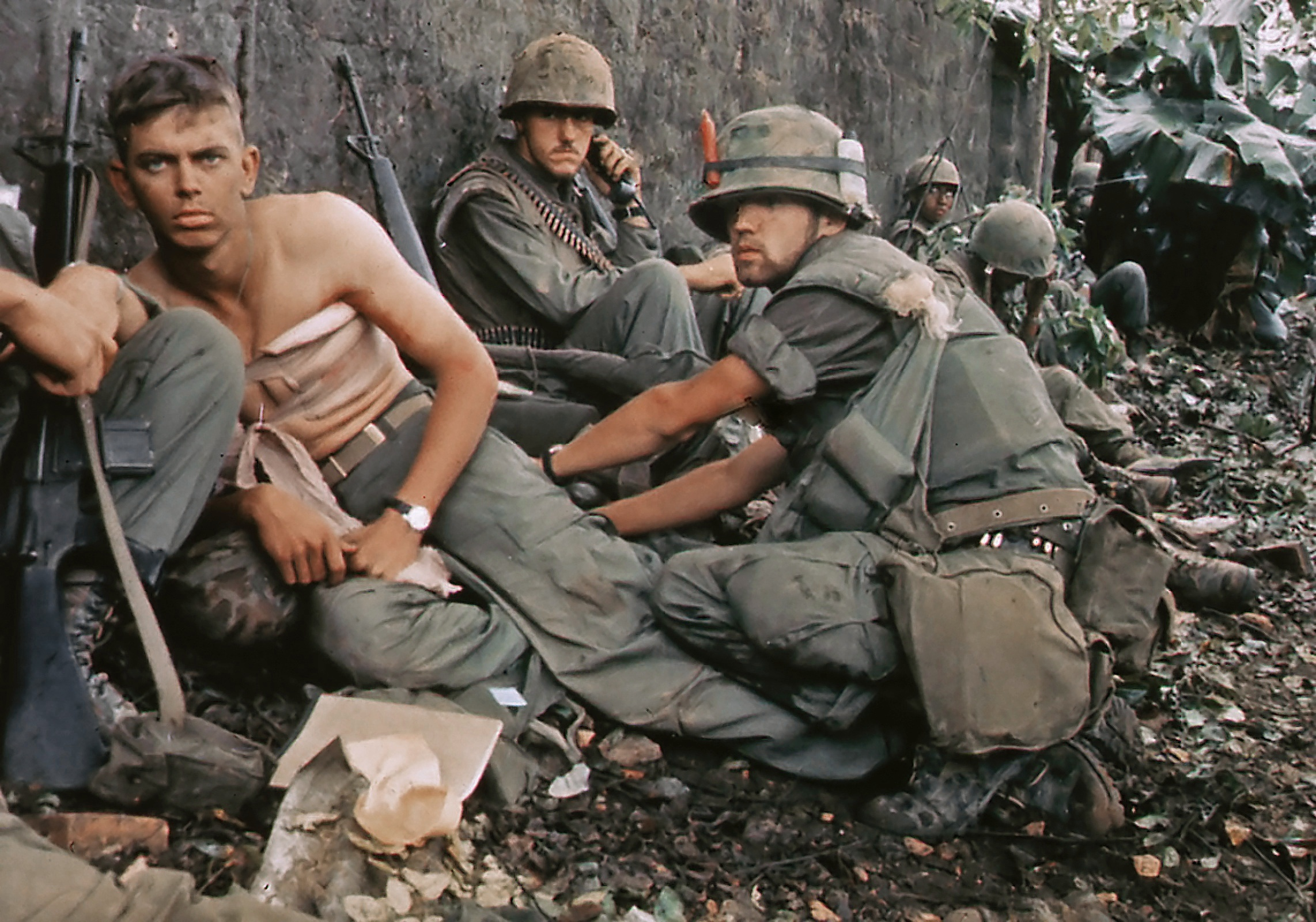
Marines ranni podczas bitwy

Do godziny 20:00 1. batalionu 1 Pułku Marines ustanowił pozycje obronne w pobliżu kompleksu MACV i strefy lądowania śmigłowców na polu tuż na zachód od rampy marynarki wojennej w południowym Hue. Tego pierwszego dnia dwie kompanie Marines w Hue poniosły straty w wysokości 10 zabitych i 56 rannych. W nocy batalion wezwał śmigłowiec do strefy lądowania, aby zabrał najciężej rannych. Amerykańskie dowództwo nadal nie miało rzeczywistego obrazu sytuacji w Hue.
Na północ od Rzeki Perfumowej, 1 lutego 1 Dywizja ARW odniosła ograniczone sukcesy. Chociaż 2. i 3. batalion 3 Pułku pozostały poza murami Cytadeli, nie mogąc przebić się przez obronę Wietnamskiej Armii Ludowej; 2. i 7. batalion powietrznodesantowy, wspierane przez transportery opancerzone i kompanię Hắc Báo, odbiły lotnisko Tây Lộc.
Około godziny 15:00 1. batalion 3 Pułku ARW dotarł do stanowiska dowodzenia 1 Dywizji w kompleksie Mang Cá. Później tego samego dnia śmigłowce piechoty morskiej USA z HMM-165 przywiozły część 4. batalionu 2 Pułku ARW z bazy bojowej Đông Hà do Cytadeli. Osiem śmigłowców CH-46 Sea Knight wykonało lot w niekorzystnych warunkach pogodowych, na pułapie 60–150 metrów i widocznością 1,6 kilometra, docierając do improwizowanej strefy lądowania pod ostrzałem moździerzy wroga. Pogarszająca się pogoda zmusiła dywizjon do odwołania pozostałych lotów, gdy tylko około połowa batalionu znajdowała się w Cytadeli.
Krótko po 15:00, kompania F 2. batalionu 5 Pułku Marines wylądowała śmigłowcem w południowym Hue. Żołnierze mieli odciążyć ośrodek łączności MACV około 2,5 km na południowy wschód od kompleksu otoczonego przez siły Vietcongu. Obsługiwany przez 513. oddział sygnałowy Korpusu Łączności Armii Stanów Zjednoczonych, 337. kompanię sygnałową, 37. batalion sygnałowy, był on głównym ogniwem łączności dla obszaru Hue i oblężonej bazy bojowej Khe Sanh. Firma spędziła większą część popołudnia próbując dotrzeć do odizolowanego stanowiska łączności. Nie udało im się, a kompania F poniosła straty w wysokości trzech zabitych i 13 rannych.

### Ataki 1 Dywizji Kawalerii na linie zaopatrzeniowe Wietnamskiej Armii Ludowej

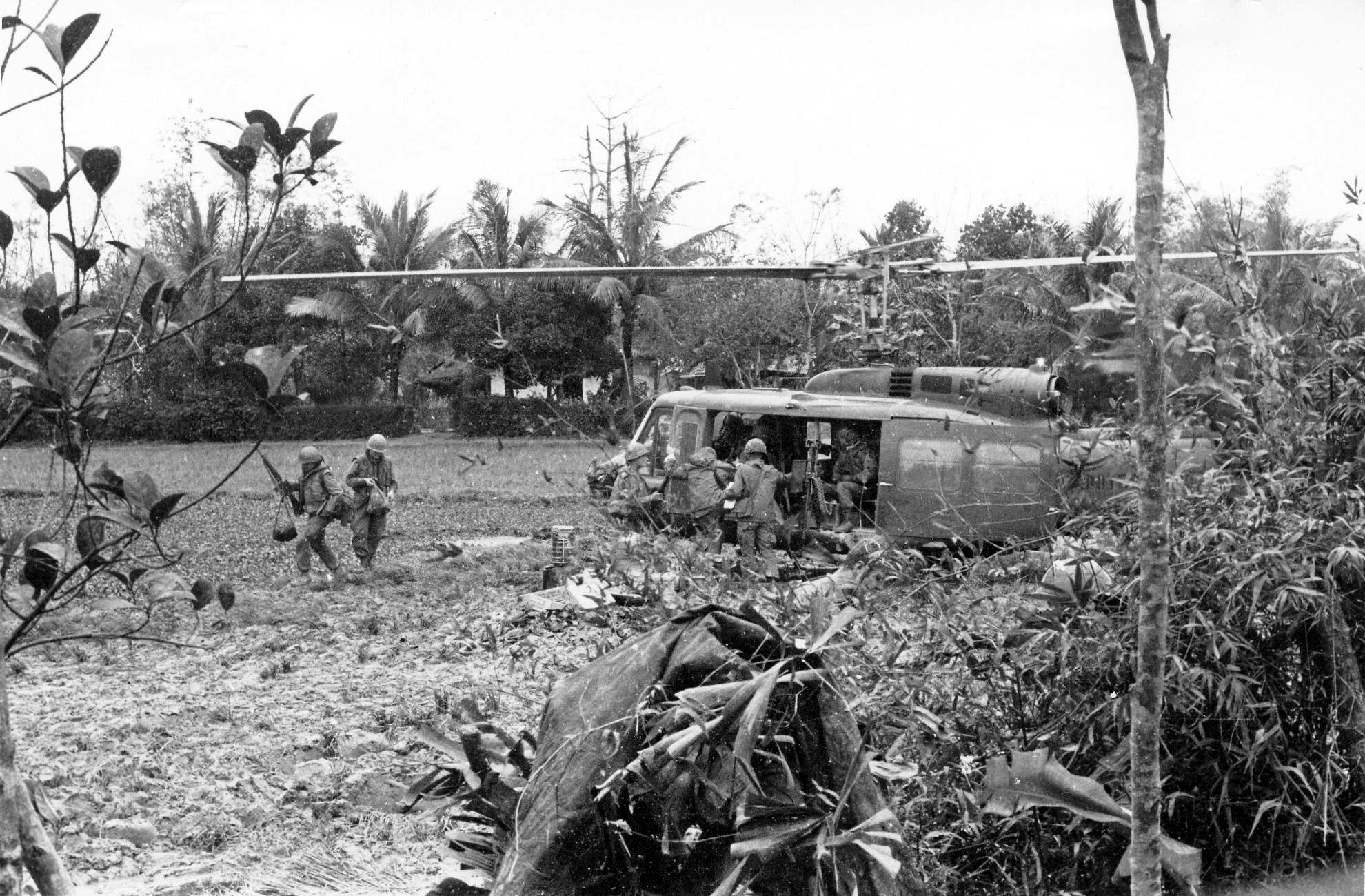
Misja zaopatrzeniowa śmigłowców 1 Dywizji Kawalerii na północny zachód od Hue

20 stycznia 1 Dywizja Kawalerii rozpoczęła przemieszczanie się z Lądowiska English w prowincji Bình Định 350 km na północ do Camp Evans w ramach operacji Checkers. Podczas gdy śmigłowce i żołnierze Dywizji zajęli pozycje w maszynach, większość ich ciężkiego i pomocniczego sprzętu została załadowana na ciężarówki, które miały został przetransportowane konwojem lądowym autostradą nr 1. Podczas gdy na wybrzeżu budowano nowy port zaopatrzeniowy, dywizja polegała na bazie zaopatrzeniowej piechoty morskiej w Tân Mỹ i konwojach zaopatrzeniowych wzdłuż autostrady nr 1 z Đà Nẵng. W nocy 31 stycznia komuniści przeprowadzili atak moździerzowy na Camp Evans, który spowodował eksplozję składu amunicji, unieruchamiając większość śmigłowców 229. batalionu śmigłowców szturmowych. Inne ataki wzdłuż autostrady nr 1 uszkodziły lub zniszczyły 20 mostów i 26 przepustów między przełęczą Hải Vân a Phú Bài, a autostrada nr 1 była zamknięta dla ruchu konwojów aż do początku marca.
1 lutego dowódca III Marine Amphibious Force (III MAF), gen. por. Robert Cushman, zaalarmował dowódcę 1 Dywizji Kawalerii, gen. mjr. Johna J. Tolsona, żę ten ma być gotowy do rozmieszczenia swojej 3. Brygady w sektorze na zachód od Hue. Do godziny 22:15 tej nocy dowództwo Tolsona uzgodniło z III MAF wyznaczony obszar działań w sektorze Hue. Plan Tolsona zakładał atak powietrzny dwóch batalionów 3 Brygady na północny zachód od Hue. 2. batalion 12 Pułku Kawalerii miał przybyć do strefy lądowania jako pierwszy, a następnie 5. batalion 7 Pułku Kawalerii, który miał wejść do walki w pobliżu PK-17. Atakując w kierunku południowo-wschodnim, dwa bataliony miały podjąć próbę przerwania linii zaopatrzeniowych komunistów do Hue.
Po południu 2 lutego 2. batalionu 12 Pułku Kawalerii przybył do strefy lądowania około 10 kilometrów na północny zachód od Hue. Siły kawalerii wkrótce napotkały dwa okopane bataliony Wietnamskiej Armii Ludowej wokół wiosek Thôn Quế Chữ i Thôn La Chữ, których nie były w stanie pokonać, ponieważ mgła uniemożliwiła wsparcie ze strony kanonierki. 2. batalionu 12 Pułku Kawalerii wycofał się do nocnego obwodu obronnego, ale o świcie 3 lutego po ostrzale moździerzowym Wietnamskiej Armii Ludowej zaatakował ich pozycję. Natarcie zostało odparte jedynie dzięki silnemu ogniowi artylerii. Straty w wyniku ostrzału z moździerzy i broni ręcznej rosły przez cały dzień, a tej nocy dowódca batalionu podjął decyzję o wyrwaniu się z okrążenia poprzez nocny marsz na pozycję ARW na wzgórzu Nhà Nhạn (16°27′35,3″N 107°30′21,6″E/16,459800 107,506000), skąd można było uzupełnić zapasy i ewakuować rannych. Po dotarciu do bazy ARW, 2. batalionu 12 Pułku Kawalerii okopał się tam na kolejne cztery dni.

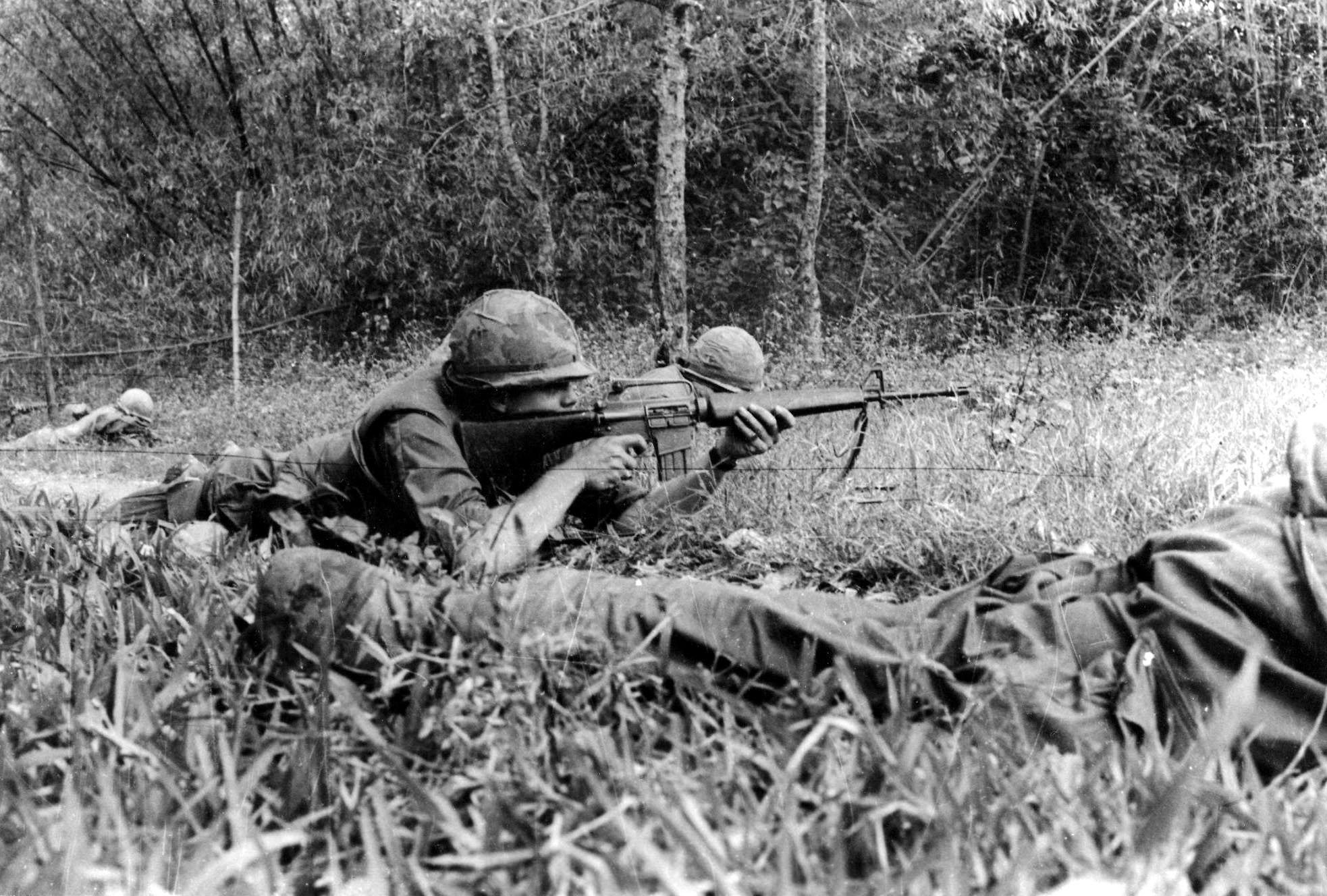
5/7 Pułk Kawalerii w akcji w Thôn La Chữ

8 lutego 5/7 Pułk Kawalerii rozpoczął marsz na południowy zachód od PK-17 w kierunku La Chữ, podczas gdy 2. batalionu 12 Pułku Kawalerii otrzymał rozkaz powrotu na swoją trasę, aby utworzyć południowe kleszcze ataku na twierdzę Wietnamskiej Armii Ludowej. Gdy 5/7 Pułk Kawalerii zbliżył się do Quế Chữ, śmigłowiec dowodzenia i kontroli został zestrzelony przez ogień przeciwlotniczy, załoga została uratowana przez śmigłowiec odrzutowy. Następnie kompania B wpadła w zasadzkę na północ od Quế Chữ i została przygwożdżona na otwartej przestrzeni pozbawionej osłon, mogła się wycofać dopiero po wezwaniu bliskiego wsparcia artyleryjskiego. Kompania D została również związana walką przez siły Wietnamskiej Armii Ludowej w wiosce Liễu Cốc i zmuszona do wycofania się. 1. batalionu 7 Pułku Kawalerii okopał się na nocnych pozycjach obronnych. 9 lutego 5/7 Pułk Kawalerii wznowił natarcie przy wsparciu artyleryjskim z PK-17 i ostrzale morskim; przejęli Liễu Cốc, znajdując ciała żołnierzy północnowietnamskich i przygotowane pozycje bojowe. W miarę zbliżania się do La Chữ, opór komunistów wzrastał i stało się oczywiste, że była to główna baza Wietnamskiej Armii Ludowej. 5/7 Pułk Kawalerii utknął na północ od La Chữ na 2 tygodnie, sondując, ale nie mogąc przebić się przez obronę Wietnamskiej Armii Ludowej.
16 lutego gen. Creighton Abrams przyleciał do PK-17 na spotkanie z Tolsonem, gdzie wyraził niezadowolenie z powolnych postępów kawalerii. Po tej wizycie dwa kolejne bataliony (1. batalion 7 Pułku Kawalerii i 2. batalion 501 Pułku Piechoty) oraz dodatkowe wsparcie lotnicze i artyleryjskie zostały skierowane do ataku na La Chữ.
21 lutego po intensywnych nalotach kierowanych radarem i ostrzałach artyleryjskich cztery bataliony rozpoczęły czterotorowy atak z północy, zachodu i południa na Quế Chữ i La Chữ. Wietnamska Armia Ludowa silnie broniła obwodu, ale gdy siły kawalerii przebiły się przy wsparciu dwóch nowo przybyłych M42 Duster, okazało się, że baza została w dużej mierze opuszczona w czasie gdy kawaleria gromadziła siły do ataku. Kawaleria w końcu zdobyła główną bazę wsparcia Wietnamskiej Armii Ludowej, ale nadal znajdowała się 8 km od Cytadeli. Sierż. Joe Hooper z 2. batalionu 501 Pułku został odznaczony Medalem Honoru za bohaterskie czyny w tej walce.
Rano 22 lutego 1. batalionu 7 Pułku Kawalerii pozostał w Thôn Quế Chữ i Thôn La Chữ, aby zlikwidować kieszenie oporu, podczas gdy pozostałe jednostki pod kontrolą 3 Brygady rozpoczęły marsz w kierunku Cytadeli. Posuwali się równoległymi torami, przy czym 5/7 Pułk Kawalerii podążał autostradą nr 1; 2. batalion 501 Pułku Piechoty przeszukiwał centralną trasę; a 2. batalion 12 Pułku Kawalerii przeczesywał obszar na południu. W południe 5/7 Pułk Kawalerii znalazł się pod ciężkim ostrzałem sił szacowanych na kompanię, które zajęły wioskę Thôn An, około kilometra od mostu An Hòa. Śmigłowce bojowe i artyleria oraz para Dusterów systematycznie niszczyły każdą konstrukcję, która wydawała się służyć jako punkt umocniony. Ogień wsparcia trwał przez cały dzień, ale armia północnowietnamska nie opuściła swoich pozycji. Zbliżała się ciemność, więc atak przełożono na następny poranek. Tymczasem kilka kilometrów na południe 2. batalion 12 Pułku Kawalerii nawiązał kontakt z innymi siłami Wietnamskiej Armii Ludowej tuż przed południem. Kilka kompanii północnowietnamskich uzbrojonych w moździerze, karabiny maszynowe, bezodrzutowe działa i RPG było mocno okopanych wzdłuż południowej strony Kanału Sau, głębokiego szlaku wodnego biegnącego w kierunku Cytadeli prostopadle do Rzeki Perfumowej. 23 lutego 2. batalion 12 Pułku Kawalerii i 2. batalion 501 Pułku Piechoty wznowiły bitwę przy Kanale Sau. Wietnamska Armia Ludowa zajmowała prostokątny kawałek ziemi między kanałem a Rzeką Perfumową, który miał około 1,5 tys. metrów szerokości i mniej niż kilometr głębokości, jednak amerykańskie próby zajęcia tej pozycji były wielokrotnie odpierane, gdyż armia północnowietnamska zdawała sobie sprawę z tego, że walczyła o utrzymanie otwartej drogi ucieczki z Cytadeli.
3 Brygada nie dotarła do zachodniej ściany Cytadeli aż do 25 lutego, kiedy to komuniści pomyślnie wycofali się z pola bitwy. Szacowano, że potrzeba było co najmniej 16 batalionów, aby utworzyć skuteczny kordon wokół Hue, w tym czasie w całym I Korpusie dostępnych było tylko 30 batalionów.

### Odzyskanie południowego Hue
W nocy z 1 na 2 lutego saperzy Wietnamskiej Armii Ludowej pomyślnie zniszczyli most kolejowy Bạch Hổ nad Rzeką Perfumową, ograniczając ruch z południa w kierunku Cytadeli, ale nie niszcząc Mostu An Cựu nad Kanałem Phủ Cam.
2 lutego Marines poczynili niewielkie postępy i sprowadzili dalsze posiłki. Kompania z 2. batalionu 5 Pułku Marines w końcu odciążyła ośrodek łączności MACV tego ranka. Gravel rozpoczął atak siłami dwóch kompanii wspieranych przez czołgi w kierunku siedziby prowincji i więzienia Thừa Thiên, siedem przecznic na zachód od Kompleksu MACV, gdzie uważano, że ARW nadal się broni. Marines nie posunęli się dalej niż jeden blok, gdy ich natarcie zostało zatrzymane przez 815. batalion Wietnamskiej Armii Ludowej i po trzech godzinach walki pokój po pokoju Marines zdobyli gmach Uniwersytetu Hue u podstawy mostu Trường Tiền, dwa bloki na północny zachód od kompleksu MACV, zmniejszając w ten sposób ogień wroga w kierunku rampy. Następnie Marines próbowali zaatakować budynek skarbu w następnym bloku, ale zostali zatrzymani przez ogień ponad 100 żołnierzy Wietnamskiej Armii Ludowej i ogień flankujący ze szkoły podstawowej Lê Lợi. Batalion skonsolidował swoje nocne pozycje obronne i czekał na wznowienie ataku następnego dnia.

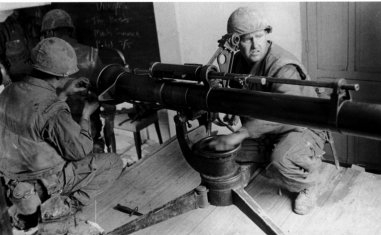
Marines rozmieszczają 105 mm działo bezodrzutowe M40 w gmachu Uniwersytetu Hue, aby zaatakować północnowietnamskie stanowisko karabinu maszynowego

Około godziny 11:00 kompania H 2. batalionu 5 Pułku Marines przekroczyła most An Cựu w uzbrojonym konwoju. Gdy konwój, w towarzystwie ciężarówek armii wyposażonych w poczwórnie sprzężone karabiny maszynowe M45 Quadmount i dwa M50 Ontos wkroczył do miasta, snajperzy otworzyli do niego ogień. W pobliżu kompleksu MACV Marines znaleźli się pod ciężkim ostrzałem z karabinów maszynowych i rakiet. Amerykańscy strzelcy szybko odpowiedzieli. W powstałym zamieszaniu konwój wymienił ogień z jednostką Marines, która była już w mieście. Około południa Wietnamska Armia Ludowa nadal blokowała wszelkie postępy na południe. Bezodrzutowe działo kal. 75 mm zniszczyło jeden ze wspierających czołgów. Do końca dnia Marines stracili dwóch zabitych i 34 rannych, a przy tym twierdzili, że zabili prawie 140 żołnierzy komunistycznych. Tej nocy 815. batalion Wietnamskiej Armii Ludowej pokonał obrońców ARW w więzieniu Thừa Thiên, uwalniając 2500 więźniów, w tym 350 byłych żołnierzy Vietcongu, którzy wkrótce zostali uzbrojeni w zdobytą broń ARW i dołączyli do walki.
Wróciwszy do Phú Bài, Cheatham przeglądał doktrynę walki miejskiej Marines, która zalecała trzymanie się z dala od ulic i posuwanie się naprzód, przebijając się przez mury i budynki. Następnie zebrał niezbędny sprzęt, w tym Bazooki, bezodrzutowe działa M40 kal. 106 mm zamontowane na łaziku M274 Mechanical Mule, ładunki wybuchowe C4, miotacze ognia, gaz łzawiący i maski przeciwgazowa. Sprzęt ten załadowano na konwój, który przybył do kompleksu MACV o godzinie 13:00 3 lutego. Cheatham dołączył następnie do dowódców swojej kompanii w Uniwersytecie Hue i przystąpili do opracowywania taktyk, które miały zostać wykorzystane do odzyskania południowego Hue.
Wielu Marines z Grupy Zadaniowej X-Ray miało niewielkie lub wręcz żadne doświadczenie w walkach miejskich, a wojska amerykańskie wysłane do Wietnamu nie były przeszkolone do tego rodzaju walki, więc bitwa o Hue była dla nich szczególnie trudna. Ze względu na religijny i kulturowy status mista, siły alianckie otrzymały rozkaz niebombardowania ani nieostrzeliwania miasta z obawy przed zniszczeniem historycznych budowli. Ponadto, ponieważ nadal była to pora monsunowa z ulewnymi deszczami i niskimi chmurami unoszącymi się przez wiele dni w trakcie bitwy, dla sił amerykańskich było praktycznie niemożliwe użycie wsparcia powietrznego. Jednak wraz ze wzrostem intensywności walk, założenia te zostały odrzucone. Taktyka Wietnamskiej Armii Ludowej polegała na trzymaniu Marines blisko, bez użycia artylerii i wsparcia powietrznego. Linia frontu była utrzymywana bezpośrednio naprzeciwko żołnierzy amerykańskich, a linia drugorzędna znajdowała się dwa bloki dalej. Każdy budynek na linii frontu był broniony przez snajperów i karabiny maszynowe, podczas gdy w ogrodach i na ulicach wykopywano pajęcze nory, tworząc ogień krzyżowy między wszystkimi budynkami i ulicami. Jeśli Marines przebiliby się przez linię frontu, wojska północnowietnamskie przemieściłyby się na linię drugorzędną, a następnie ponownie zajęły opuszczone pozycje w nocy.
W nocy 3 lutego dowódca Wietnamskiej Armii Ludowej, widząc gromadzenie się Marines w gmachu Uniwersytetu Hue, przerzedził swoje siły na linii frontu, pozostawiając tylko pluton do obrony budynku skarbu i sąsiadującego urzędu pocztowego. Rano 4 lutego Marines rozpoczęli atak na budynek skarbu. Pierwsze natarcie na lewą flankę przeprowadziła kompania A 1. batalionu 1 Pułku Marines, której zadaniem było opanowanie katolickiej kaplicy i liceum im. św. Joanny d'Arc (16°27′54″N 107°35′28″E/16,465000 107,591000). Marines zajęli kaplicę i wschodni budynek szkoły, ale przez wiele godzin byli przygwożdżeni ogniem z zachodniego budynku. Podczas tej akcji sierż. Gonzalez zginął podczas ostrzału stanowisk karabinów maszynowych Wietnamskiej Armii Ludowej. Marines ostatecznie wdarli się do zachodniego budynku i oczyścili go pomieszczenie po pomieszczeniu. Z powodu opóźnień na lewej flance główny atak w centrum prowadzony przez kompanię F 2. batalionu 5 Pułku Marines został opóźniony do późnego popołudnia. Budynek skarbu został trafiony ogniem czołgu M48 i 106 mm oraz gazem łzawiącym, podczas gdy zamontowane na łaziku działo bezodrzutowe M274 kal. 106 mm zaatakowało karabin maszynowy w szkole podstawowej Lê Lợi. Pod osłoną gazu łzawiącego i działa bezodrzutowego Marines przeszli przez ulicę i wybili dziury w murze za pomocą C4 oraz bazooki. Następnie wdarli się do budynku skarbu, który żołnierze Wietnamskiej Armii Ludowej pośpiesznie opuścili. Urząd pocztowy również wydawał się opuszczony, dopóki Marines nie znaleźli pomieszczenia skarbca. Wtedy przystąpili do gazowania znajdujących się wewnątrz żołnierzy północnowietnamskich, zabijając co najmniej 24 z nich, gdy tylko wyszli. Zająwszy budynek liceum, kompania A 1. batalionu 1 Pułku Marines odbiła szkołę podstawową Lê Lợi. Ponad połowa ze 147 żołnierzy kompanii została ranna lub zabita w walkach tego dnia. Tego wieczoru saperzy Vietcongu wysadzili most An Cựu, odcinając drogę do Phú Bài.

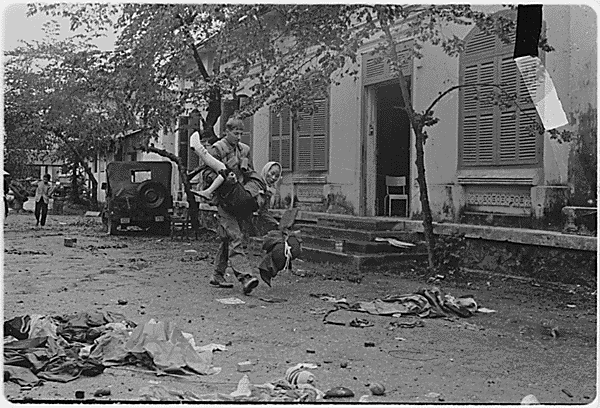
Amerykański Marine wynosi starszego wietnamskiego cywila ze szpitala Hue z dala od niebezpieczeństwa

Po zdobyciu budynku skarbu, Cheatham kontynuował metodyczny marsz na zachód za pomocą gazu łzawiącego, M48 i Ontos, a za nimi łazików i Marines, podczas gdy opór komunistów słabł, ponieważ ich siły ludzkie i amunicja były na wyczerpaniu. Komuniści nie bronili już zaciekle każdego budynku, polegając bardziej na ogniu snajperskim, moździerzach i rakietach. 5 lutego Marines odbili kompleks Szpitala Centralnego Hue (16°27′47″N 107°35′13″E/16,463000 107,587000), ratując ppłk. Phạm Văn Khoa (burmistrza Hue i gubernatora prowincji Thừa Thiên), który ukrywał się na jego terenie.
6 lutego Marines zaatakowali siedzibę prowincji, która pełniła teraz funkcję dowództwa 4 Pułku Wietnamskiej Armii Ludowej. Podczas gdy Marines z łatwością przejęli otaczający mur, obszar między murem a budynkiem był objęty ogniem z każdego okna i z dziur w ziemi. Ontos został wysłany do przodu, aby wysadzić wejście do budynku, ale został unieruchomiony przez rakietę B-40. W tej sytuacji wysłano łazik, aby wybić dziurę w budynku, a Marines nacierali pod osłoną gazu łzawiącego. Po wejściu do budynku znów walczyli pokój po pokoju, ale wielu żołnierzy północnowietnamskich uciekło. Po zajęciu budynku Marines metodycznie oczyszczali pajęcze dziury, strzelając do ich lokatorów. Podnieśli na budynku amerykańską flagę, aby uczcić swoje zwycięstwo, ale wkrótce potem otrzymali rozkaz jej opuszczenia, ponieważ zgodnie z prawem Wietnamu Południowego nigdzie na terenie państwa flaga obcego państwa nie mogła być wywieszona bez towarzyszącej jej flagi Wietnamu Południowego. Po pozostawieniu swoich ludzi w siedzibie prowincji, Cheatham wznowił marsz na zachód w kierunku Kanału Phủ Cam, a następnie skręcił na południe i wschód, aby oczyścić obszar, mając kanał po swojej prawej stronie.

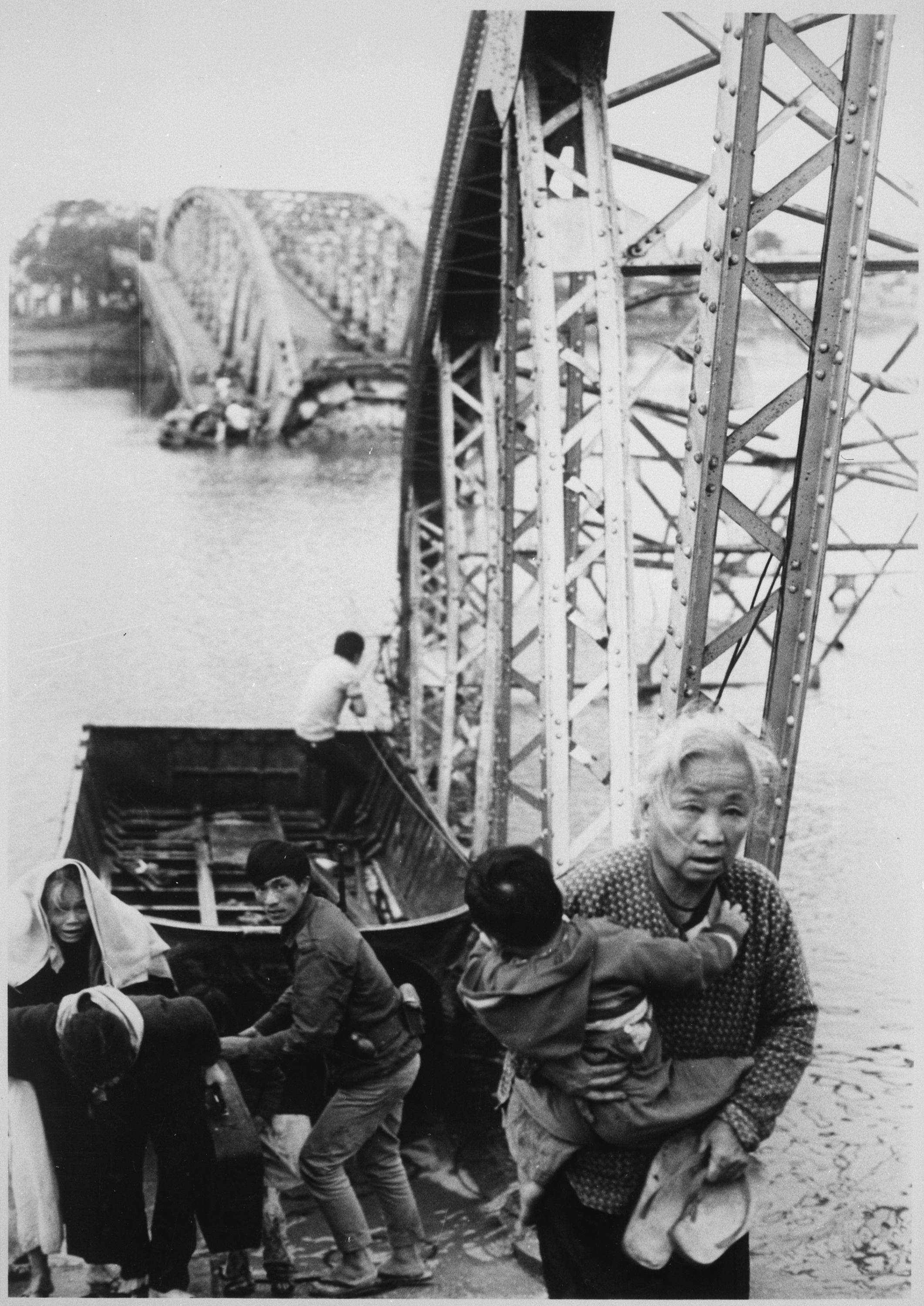
Wietnamscy cywile uciekający z pola walki przez most Trường Tiền, zniszczony 7 lutego

7 lutego oddziały Wietnamskiej Armii Ludowej dwukrotnie zasadziły się na konwój zaopatrzeniowy złożony z 25 pojazdów wspierany przez dwa Onto jadący drogą 547 (16°26′02″N 107°35′49″E/16,434000 107,597000) z Phú Bài do 11. Marines Firebase Rockcrusher (16°23′35″N 107°34′08″E/16,393000 107,569000), który zapewniał wsparcie artyleryjskie siłom alianckim walczącym w Hue i jego okolicach. W tych zasadzkach zginęło 20 Marines, a 39 zostało rannych Saperzy Wietnamskiej Armii Ludowej ostatecznie zniszczyli most Trường Tiền, ograniczający ruch między starym i nowym miastem. Siły północnowietnamskie w nowym mieście, wyczerpane ponad tygodniem nieustannych walk i skutecznie odcięte od towarzyszy po drugiej stronie rzeki, zaczęły powoli opuszczać miasto. 815. batalion i 2. batalion saperów przeniosły się na południową stronę kanału Phủ Cam, gdzie na miejscu znajdował się już 818. batalion. 804. batalion i 1. batalion saperów pozostały na południe od kanału w pobliżu mostu An Cựu, podczas gdy 810. batalion rozpoczął przygotowania do przemykania się na zachód przez Rzekę Perfumową tratwą i łodzią na wyspę Gia Hội.
1. batalion 1 Pułku Marines oczyszczał obszar na wschód i południe od kompleksu MACV i 10 lutego zdobył stadion piłkarski (16°28′01″N 107°35′49″E/16,467000 107,597000), zapewniając drugą, bezpieczniejszą strefę lądowania śmigłowców. Zbudowano most pontonowy nad kanałem Phủ Cam, przywracając dostęp drogowy, który został utracony, gdy wysadzono most An Cựu.
11 lutego kompania H 2. batalionu 5 Pułku Marines opanowała most nad kanałem Phủ Cam (16°27′25″N 107°34′41″E/16,457000 107,578000) i blok po przeciwnej stronie kanału. Następnego dnia kompania F przeczesała zachodni brzeg kanału, przebijając się przez domy i stację kolejową Hue, która dawała schronienie snajperom Wietnamskiej Armii Ludowej, zanim ta wycofała się przez most. 13 lutego kompanie F i H ponownie przekroczyły most, mając na celu zajęcie całego obszaru. Gdy Marines posuwali się w kierunku otwartej przestrzeni obok pagody Từ Đàm, znaleźli świeże groby żołnierzy północnowietnamskich, a następnie zostali trafieni gradem pocisków moździerzowych, co zmusiło ich do wycofania się. Marines przypadkowo zlokalizowali kwaterę główną Wietnamskiej Armii Ludowej na czas bitwy. 13 lutego Abrams utworzył MACV Forward w Phú Bài, skutecznie zastępując Cushmana i przejmując całkowitą kontrolę nad wszystkimi siłami USA w I Korpusie.

### Bitwa o Cytadelę
W ramach 1. batalionu ARW, 3 Pułk oraz 2. i 7. bataliony powietrznodesantowe oczyściły północną i zachodnią część Cytadeli, w tym Bramę Chánh Tây, podczas gdy 4. batalion 2 Pułku ruszył na południe od Mang Cá w kierunku Pałacu Cesarskiego, zabijając ponad 700 żołnierzy komunistycznych do 4 lutego. 5 lutego Trưởng wymienił się oddziałami powietrznodesantowymi z 4. batalionem, który utknął w martwym punkcie. 4. batalion 3 Pułku przekroczył rzekę i zaatakował Bramę Thượng Tứ w pobliżu wschodniego narożnika Cytadeli. Gdy siedem kolejnych prób sforsowania bramy się nie powiodło, batalion dołączył do 2. i 3. batalionu 3 Pułku w pobliżu południowego narożnika Cytadeli. 6 lutego 1. batalion zdobył bramę An Hòa w północno-zachodnim narożniku Cytadeli, a 4. batalion zdobył południowo-zachodni mur. W nocy 6 Pułk Wietnamskiej Armii Ludowej przeprowadził kontratak, batalion z 29 Pułku wspiął się na południowo-zachodni mur i odepchnął 4. batalion z powrotem do Tây Lộc. 7. batalion 3 Pułku, który bezskutecznie próbował przebić się do południowo-wschodniego narożnika Cytadeli, został przeniesiony łodziami Mike’a do Mang Cá, aby wzmocnić swoje jednostki wewnątrz Cytadeli. 2. oddział 7 Pułku Kawalerii ARW, wyposażony w piętnaście M113, przybył do Mang Cá z Quảng Trị, aby odciążyć 3. oddział. Aby uniknąć zasadzek, zjechał z autostrady nr 1 kilka kilometrów na północ od miasta, przejechał na wschód przez tereny wiejskie i wyjechał na tyły Mang Cá przez Bramę Trài.
Również 7 lutego Wietnam Północny próbował wprowadzić własne wsparcie powietrzne do bitwy, wysyłając cztery samoloty transportowe Wietnamskich Ludowych Sił Powietrznych Ił-14 z lotniska w pobliżu Hanoi. Dwa samoloty przewożące materiały wybuchowe, amunicję przeciwpancerną i polowe kable telefoniczne zdołały znaleźć otwór w warstwie chmur około 10 kilometrów na północ od Hue. Zrzuciły swój ładunek w dużej lagunie, aby mogły go odzyskać lokalne siły. Jeden z samolotów powrócił bezpiecznie; ale drugi, lecąc przez gęstą mgłę, rozbił się o górę, zabijając wszystkich na pokładzie. Tymczasem dwa pozostałe Ił-14, które zostały zmodyfikowane do zrzucania bomb, otrzymały rozkaz zbombardowania Mang Cá. Jednak żadna z załóg nie mogła znaleźć miasta we mgle i oba samoloty powróciły do Wietnamu Północnego bez osiągnięcia celu. Próbowano ponownie pięć dni później, ale po raz kolejny zła pogoda uniemożliwiła im zlokalizowanie Mang Cá. Dwa samoloty nadały przez radio, że przerywają misję, a następnie skierowały się nad morze, aby zrzucić bomby. Krótko później ich transmisje zostały przerwane i nigdy więcej o nich nie słyszano.
10 lutego dwóch wysuniętych obserwatorów z 1 Grupy Artylerii Polowej Marines zostało przetransportowanych samolotem do Tây Lộc, aby pomóc w koordynacji ostrzału artyleryjskiego i morskiego w celu wsparcia walk w Cytadeli, jednak Trưởng poinstruował ich, że Pałac Cesarski nie ma być ostrzeliwany. 11 lutego Wietnamska Grupa Zadaniowa Marines A składająca się z 1. i 5. batalionu, rozpoczęła transport śmigłowcem do Mang Cá w celu zastąpienia wyczerpanych sił powietrznodesantowych, jednak z powodu złej pogody rozmieszczenie to nie zostało ukończone przed 13 lutego. O 10:45 11 lutego kompania B 1. batalionu 5 Pułku Marines została przetransportowana śmigłowcami CH-46 do Mang Cá, ale ogień wroga zmusił kilka maszyn do powrotu do Phú Bài. Marines wraz z pięcioma M48 z 1. batalionu czołgów zostali później załadowani na łodzie Mike’a na rampie w południowym Hue i przewiezieni do Mang Cá.

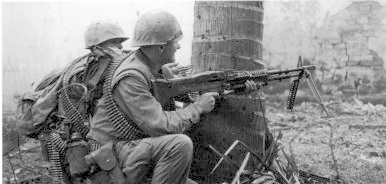
Amerykański Marine strzela z karabinu maszynowego M60 podczas walk o Cytadelę

13 lutego kompanie A i C 1. batalionu 5 Pułku Marines opuściły Mang Cá i ruszyły na południe wzdłuż wschodniej ściany Cytadeli, podczas gdy kompania B pozostała w rezerwie. Bez wiedzy Marines, spadochroniarze ARW wycofali się z tego obszaru dwa dni wcześniej, gdy wietnamscy Marines zaczęli przybywać do Mang Cá, a obrońcy z Wietnamskiej Armii Ludowej wykorzystali tę okazję, aby ponownie zająć kilka bloków i wzmocnić swoją obronę. Kompania A została związana przez oddziały północnowietnamskie i szybko poniosła straty w wysokości 35 żołnierzy. Dowódca 1. batalionu 5 Pułku Marines, mjr Robert Thompson, wydał rozkaz kompanii B, aby zastąpiła kompanię A, a natarcie kontynuowano powoli, aż nie zostało zatrzymane przez flankujący ogień Wietnamskiej Armii Ludowej z bramy Đông Ba (16°28′37″N 107°34′59″E/16,477000 107,583000). 14 lutego Marines wznowili atak, wspierani ogniem dział Marines i US Navy oraz bliskim wsparciem lotniczym lotnictwa Marines. Pomimo tego poczynili niewielkie postępy, ponieważ musieli się wycofać, gdy wezwano wsparcie ogniowe, a żołnierze północnowietnamscy szybko ponownie zajęli opuszczone pozycje. Po całym dniu ataków Marines wycofali się na swoje nocne pozycje obronne. Kompania D 1. batalionu 5 Pułku Marines przybyła do Cytadeli wieczorem 14 lutego po tym, jak została ostrzelana podczas przekraczania Rzeki Perfumowej. 15 lutego Kompania D poprowadziła ponowny atak na Bramę Đông Ba, a kompania C broniła jej flanki. Kompania B dołączyła do ataku i po sześciu godzinach Marines opanowali podstawę bramy, a później całą bramę, kosztem sześciu własnych zabitych, zabijając przy tym 20 i raniąc 50 żołnierzy północnowietnamskich. W nocy Wietnamska Armia Ludowa przeprowadziła kontratak i na krótko odzyskała kontrolę nad bramą, ale została wyparta przez kompanię D.

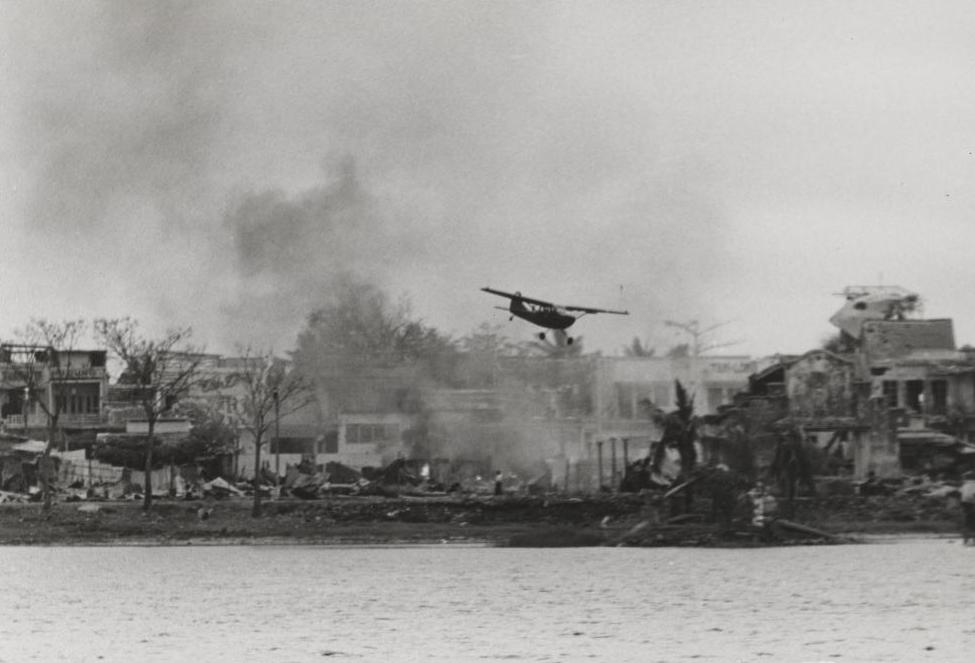
Cessna O-1 Bird Dog lotnictwa Marines przelatuje obok Cytadeli

14 lutego do bitwy dołączyła również Południowowietnamska Grupa Zadaniowa Marines A. Plan operacyjny zakładał, że Marines ruszą na zachód od Tây Lộc, a następnie skręcą na południe. Jednak wkrótce zostali zatrzymani przez silną obronę Wietnamskiej Armii Ludowej; po dwóch dniach wietnamscy Marines posunęli się tylko o 400 metrów. Tymczasem 3 Pułk ARW odparł kontratak Wietnamskiej Armii Ludowej w północno-zachodnim narożniku Cytadeli.
Pomimo zmniejszającej się kontroli nad miastem Wietnamska Armia Ludowa wydawała się zdeterminowana, aby przedłużać bitwę o Cytadelę. 6. batalion 24 Pułku 304 Dywizji, pierwotnie stacjonujący w pobliżu Khe Sanh, dotarł do Cytadeli po przejściu trasy, która prowadziła przez obóz bazowy 101, obóz bazowy 114 i Thôn La Chữ, a 7. batalion 90 Pułku 324B Dywizji miał przybyć kilka dni później po wymuszonym marszu. 16 lutego dwie kompanie z 1. batalionu 8 Pułku Kawalerii walczyły z oddziałami 803 Pułku 324B Dywizji, około 20 kilometrów na północny wschód od Hue, zabijając 29 żołnierzy północnowietnamskich, zanim następnego dnia zerwali z nimi kontakt.
16 lutego 1. batalionu 5 Pułk Marines posunął się o około 140 metrów, tracąc siedmiu zabitych i zabijając 63 oraz raniąć 47 żołnierzy Wietnamskiej Armii Ludowej. Tego dnia na spotkaniu w Phú Bài między generałami Abramsem, LaHue, Trưởngiem i wiceprezydentem Wietnamu Południowego Nguyễnem Cao Kỳ, Kỳ zatwierdził użycie wszelkich niezbędnych sił w celu usunięcia sił komunistycznych z Cytadeli, niezależnie od uszkodzeń historycznych budowli. W nocy 16 lutego przechwycono sygnał radiowy wskazujący, że siły Wietnamskiej Armii Ludowej wielkości batalionu miały rozpocząć kontratak przez zachodni mur Cytadeli. Wezwano ostrzał artyleryjski i morski, a później przechwycono sygnał radiowy wskazujący, że w ostrzale zginął starszy oficer Wietnamskiej Armii Ludowej. Później tej samej nocy przechwycono wiadomość radiową od dowódcy sił Wietnamskiej Armii Ludowej w Cytadeli, w której stwierdził on, że jego poprzednik został zabity i poprosił o pozwolenie na wycofanie się z miasta, ale odmówiono mu i nakazano mu walczyć do końca. 17 lutego wietnamscy Marines i 3 Pułk ARW wznowili ataki na południe, podczas gdy kompania Hắc Báo została przesunięta, aby wesprzeć prawą flankę 1. batalionu 5 Pułku Marines. Przez następne trzy dni siły te powoli zmniejszały obwód obrony Wietnamskiej Armii Ludowej. 18 lutego 1. batalionu 8 Pułku Kawalerii został zaatakowany przez elementy 803 Pułku 20 kilometrów na północny wschód od Hue, to drugie starcie najwyraźniej przekonało dowództwo Wietnamskiej Armii Ludowej, że Pułk nie może dotrzeć do Cytadeli.
Do 20 lutego postęp 1. batalionu 5 Pułku Marines utknął w martwym punkcie i po naradzie ze swoimi dowódcami Thompson zdecydował się rozpocząć nocny atak na trzy punkty oporu Wietnamskiej Armii Ludowej, które blokowały dalsze natarcie, a cały batalion miał zaatakować o świcie. O godzinie 3:00 21 lutego trzy dziesięcioosobowe zespoły z 2. plutonu kompanii A rozpoczęły atak, szybko zdobywając słabo bronione punkty oporu, z których armia północnowietnamska wycofała się w nocy. Gdy Wietnamska Armia Ludowa ruszyła, by ponownie zająć punkty obronne o świcie, została złapana na otwartej przestrzeni przez Marines, 16 żołnierzy północnowietnamskich zostało zabitych za cenę trzech Marines. Amerykanie byli teraz tylko 100 metrów od południowej ściany Cytadeli. Tego wieczora kompania B została zluzowana przez kompanię L 3. batalionu 5 Pułku Marines. Bez wiedzy aliantów, w nocy 20 lutego Wietnamska Armia Ludowa rozpoczęła fazowe wycofywanie się z Cytadeli, wychodząc przez bramy Hữu i Nhà Đồ (16°27′50″N 107°34′30″E/16,464000 107,575000) i kierując się na południowy zachód, aby powrócić do swoich baz na wzgórzach.
O 9:30 22 lutego kompania A 1. batalionu 5 Pułku Marines poprowadziła atak, który był wymierzony w próżnię, ponieważ armia półnownowietnamska w dużej mierze zniknęła, a południowa ściana została wkrótce zajęta. Kompania L 3/5 Pułku Marines otrzymała zadanie oczyszczenia obszaru do bramy Thượng Tứ i do mostu Trường Tiền. Posuwając się naprzód ze wsparciem czołgów i lotnictwa, żołnierze ukończyli misję, napotykając jedynie niewielki opór.
Na zachodzie siły południowowietnamskie nadal jednak napotykały uparty opór. 22 lutego po ostrzale rakietami kal. 122 mm oddziały północnowietnamskie przeprowadziły kontratak na wietnamskich Marines, którzy odparli ich przy wsparciu kompanii Hắc Báo. 23 lutego postęp był niewielki, co skłoniło sfrustrowanego Abramsa do zasugerowania, że Wietnamski Korpus Piechoty Morskiej powinien zostać rozwiązany. W nocy 23 lutego Wietnamska Armia Ludowa podjęła kolejną próbę kontrataku, ale została odparta ogniem artyleryjskim. 3 Pułk ARW rozpoczął nocny atak wzdłuż południowego muru Cytadeli. O godzinie 5:00 24 lutego żołnierze ponownie podnieśli flagę południowowietnamską na wieży Cytadeli i przystąpili do opanowywania południowego muru, co zakończono do godziny 10:25. Trưởng nakazał następnie 2. batalionowi 3 Pułku i kompanii Hắc Báo odbić Pałac Cesarski, co udało się osiągnąć przy minimalnym oporze późnym popołudniem. Ostatnia enklawa Wietnamskiej Armii Ludowej w południowo-zachodnim narożniku Cytadeli została wyeliminowana w ataku 4. batalionu Wietnamskiej Piechoty Morskiej wczesnym rankiem 25 lutego.

### Operacje oczyszczające
22 lutego 21. i 39. batalion rangerów ARW wsiadły na pokład dżonek i udały się na wyspę Gia Hội (16°28′34″N 107°35′20″E/16,476000 107,589000), między wschodnim murem Cytadeli a Rzeką Perfumową, gdzie od początku ofensywy mieściła się siedziba tymczasowego rządu komunistycznego. Rangersi przeczesali wyspę, gdy tysiące lokalnych mieszkańców wyszło z ukrycia i przebiegło przez ich szeregi, aby uciec z pola bitwy. Najtrudniejsza walka rozegrała się wokół pagody, w której mieściła się siedziba batalionu Wietnamskiej Armii Ludowej. Obława trwała do 25 lutego. Trzydniowa operacja przyniosła pojmanie setek członków Vietcongu, z których wielu było studentami uniwersytetu, jacy według lokalnych mieszkańców odegrali kluczową rolę w łapaniu urzędników i intelektualistów, których komuniści uważali za zagrożenie dla nowego reżimu.
23 lutego kompania z 5/7 Pułku Kawalerii wsiadła na śmigłowce i poleciała do doków w pobliżu Mang Cá, gdzie dołączyła do plutonu transporterów opancerzonych z oddziału A 3. szwadronu 5 Pułku Kawalerii, „wypożyczonego” z 9 Dywizji Piechoty, która właśnie przybył do regionu Phú Bài – Hue po przegrupowaniu z prowincji Long Khánh do I Korpusu drogą morską. Zmechanizowana grupa zadaniowa przetoczyła się wzdłuż północno-zachodniego muru w kierunku mostu An Hòa, wypłukując szereg żołnierzy Wietnamskiej Armii Ludowej, którzy schronili się w trawach i chwastach. Tymczasem dwa kilometry na północny zachód reszta 5/7 Pułku Kawalerii wznowiła marsz w kierunku Thôn An. Kawalerzyści przedarli się do zajętej przez armię północnowietnamską wioski i znaleźli pod jej zniszczonymi szczątkami sieć tuneli i bunkrów, a resztę dnia spędzili na przeszukiwaniu ruin w poszukiwaniu ocalałych i przeczesywaniu sąsiedniego cmentarza, gdzie 31 stycznia 806. batalion zaatakował z zasadzki 7. batalion powietrznodesantowy ARW. 24 lutego 5/7 Pułk Kawalerii dołączył do swojej wydzielonej kompanii i plutonu kawalerii pancernej z 3/5 Pułku Kawalerii, w pobliżu zachodniego narożnika Cytadeli. Połączone siły ruszyły następnie w kierunku mostu kolejowego Bạch Hổ wzdłuż południowo-zachodniej ściany Cytadeli, gdzie kilku żołnierzy Wietnamskiej Armii Ludowej wciąż trzymało się wąskiego pasa drzew między fosą a murem.
Podczas gdy 1. batalion 1 Pułku Marines kontynuował operacje oczyszczające w południowym Hue, 2. batalion 5 Pułku Marines prowadził patrole na południe od Kanału Phủ Cam. 24 lutego 2. batalion 5 Pułku Marines rozpoczął operację na południowy zachód od Hue, aby odciążyć kompleks 101. kompanii inżynieryjnej ARW, który był oblegany przez armię północnowietnamską od początku bitwy. Gdy Marines zbliżyli się do bazy o 7:00, zostali przywitani ogniem moździerzy i karabinów maszynowych Wietnamskiej Armii Ludowej; wezwano ostrzał artyleryjski na pozycje komunistów, a Marines weszli do bazy o 8:50. Baza pozostawała pod ostrzałem z pozycji północnowietnamskich w buddyjskiej świątyni na południu i z grzbietu na zachodzie, a o 7:00 25 lutego kompanie F i G rozpoczęły atak na grzbiet, ale zostały przywitane intensywnym ogniem moździerzy. Pod osłoną ognia wsparcia Marines zajęli część grzbietu, zabijając trzech żołnierzy północnowietnamskich za cenę straty jednego zabitego. Atak wznowiono następnego ranka, grzbiet został zdobyty, zginęło 20 żołnierzy Wietnamskiej Armii Ludowej i dwóch Marines. Kompania H zaatakowała pobliskie wzgórze, napotykając upartą obronę, tracąc jednego zabitego i zabijając sześciu żołnierzy północnowietnamskich. Kompania H wycofała się, aby umożliwić przeprowadzenie nalotów, które zniszczyły stanowiska moździerzy i karabinów maszynowych, zabijając 20 żołnierzy Wietnamskiej Armii Ludowej; jednak jedna bomba źle wylądowała, zabijając czterech Marines. 27 lutego cały batalion zaatakował wzgórze, ale żołnierze północnowietnamscy wycofali się w nocy, pozostawiając za sobą ciała 14 zabitych.
28 lutego 1. i 2. batalion 5 Pułku Marines rozpoczęły operację na wschód od Hue, aby spróbować odciąć wszelkie siły Wietnamskiej Armii Ludowej przemieszczające się z Hue w kierunku wybrzeża. Podczas gdy Marines napotkali niewielu żołnierzy północnowietnamskich w tych ostatnich atakach, zlokalizowali różne opuszczone obiekty infrastrukturalne, które były używane przez komunistów podczas bitwy, w tym 3-kilometrowy system okopów z ponad 600 otworami bojowymi. 2 marca 1968 roku Marines zakończyli operację Hue City.

## Straty

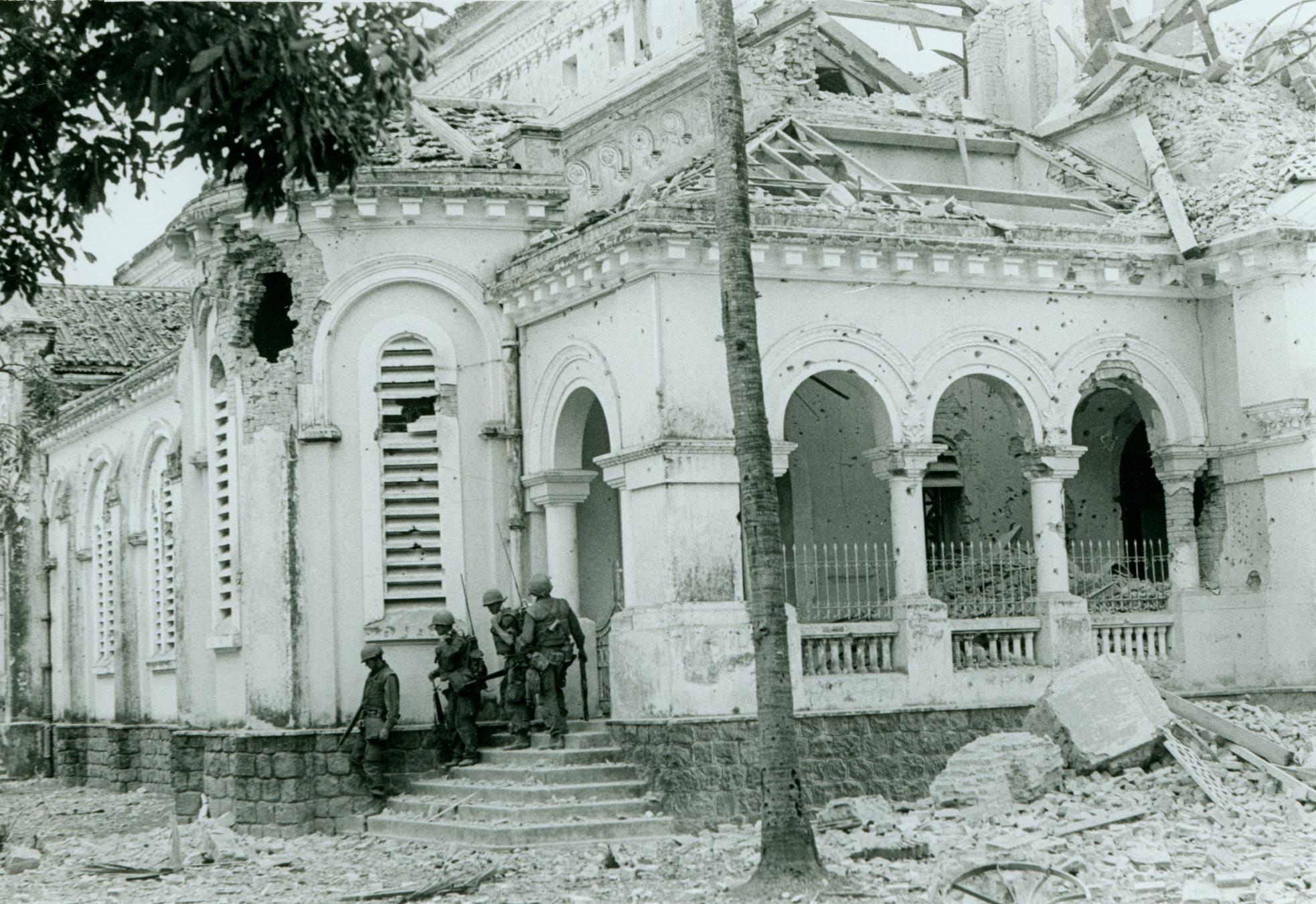
Marines wychodzą z uszkodzonego kościoła św. Joanny d'Arc w południowym Hue

Walki w innych częściach Wietnamu Południowego podczas ofensywy Tết były zazwyczaj ograniczone do tygodnia, czasami nawet krócej; bitwa o Hue była najdłuższa i trwała od 31 stycznia do 2 marca 1968 roku.
Straty ARW wyniosły 452 zabitych i 2123 rannych, podczas gdy straty USA zamknęły się na 216 zabitych i 1584 rannych. Straty komunistów są przedmiotem debaty. Departament Wojny Wietnamskiej Armii Ludowej podaje liczby 2400 zabitych i 3000 rannych od 30 stycznia do 28 marca Dokument Wietnamskiej Armii Ludowej przechwycony przez ARW stwierdzał, że w samym mieście zginęło 1042 żołnierzy, a liczba rannych była kilkakrotnie większa. MACV podał liczbę 5133 zabitych żołnierzy komunistycznych w Hue.
Podczas bitwy zginęło 844 cywilów, a 1900 zostało rannych. Według Rządu Wietnamu Południowego 4856 cywilów i schwytanych żołnierzy ARW zostało zamordowanych przez komunistów lub zaginęło podczas bitwy.
Oprócz znacznych strat cywilnych poniesionych w bitwie, 80% zabudowy miasta zostało zniszczone, a 116 000 ludzi z populacji wynoszącej przed bitwą 140 000 zostało pozbawionych dachu nad głową.

## Hue pod kontrolą komunistów
Komuniści byli co do zasady witani z niewielkim entuzjazmem przez ludność Hue. Dopływ prądu i wody do miasta został odcięty, a ludzie byli świadomi, że siły ARW i USA wkrótce przeprowadzą kontratak. Podczas gdy grupki mieszkańców dołączyły do komunistów, a inne wspierały ich, kopiąc fortyfikacje i przygotowując zapasy, większość ludności próbowała uciec za linie amerykańsko-południowowietnamskie lub schroniła się w swoich domach, kościołach i pagodach, które, jak mieli nadzieję, będą bezpieczne.
Wietnamska Armia Ludowa utworzyła tymczasowe władze wkrótce po zdobyciu Hue, z zadaniem obalenia istniejącej administracji Republiki Wietnamu w mieście i zastąpienia jej „administracją rewolucyjną”. Na podstawie list prospkrypcyjnych „okrutnych tyranów i elementów reakcyjnych” opracowanych wcześniej przez oficerów wywiadu Vietcongu, wiele osób miało zostać złapanych już w pierwszych godzinach ofensywy. Należeli do nich żołnierze ARW, urzędnicy państwowi, członkowie partii politycznych, lokalni przywódcy religijni, nauczyciele, amerykańscy cywile i inni cudzoziemcy. Oficerowie polityczni wykrzykiwali nazwiska z list przez głośniki, nakazując wyczytanym zgłoszenie się do lokalnej szkoły. Ci, którzy nie zgłosili się dobrowolnie, byli ścigani.
Działania komunistów opierały się na serii rozkazów wydanych przez Naczelne Dowództwo Wietnamskiej Armii Ludowej i Tymczasowy Rząd Rewolucyjny Republiki Wietnamu Południowego. W 3500-stronicowym dokumencie wydanym 26 stycznia 1968 roku przez Dyrekcję Polityczną Trị-Thiên-Hue kadry polityczne otrzymały szczegółowe instrukcje:

Działając przy ścisłym wsparciu regularnych elementów wojskowych i partyzanckich, kadra polityczna miała: zniszczyć i zdezorganizować machinę administracyjną Republiki Wietnamu „od poziomu prowincji i dystryktu po dzielnice miejskie, ulice i nabrzeża; motywować mieszkańców Hue do chwycenia za broń, ścigania wroga, przejęcia władzy i ustanowienia rządu rewolucyjnego; motywować (rekrutować) lokalnych obywateli do sił zbrojnych i sił bezpieczeństwa, […] zapewniać transport i zaopatrzenie oraz służyć rannym żołnierzom, […] karać szpiegów, reakcjonistów i tyranów oraz utrzymywać porządek i bezpieczeństwo w mieście”

Osoby zidentyfikowane przez komunistycznych działaczy zostały początkowo wyprowadzone z miasta na „reedukację”. Niewielu z nich wróciło. Osoby uznane za winne najpoważniejszych „przestępstw” zostały szybko osądzone i stracone. W miarę jak obszar kontroli komunistów w Hue się kurczył, tempo egzekucji wzrastało, aby zapobiec uwolnieniu „wrogów ludu” przez siły ARW/USA lub zidentyfikowaniu żołnierza Vietcongu, który się ujawnił. Amerykański dziennikarz Mark Bowden sugeruje, że gniew komunistów na brak entuzjazmu wśród ludności Hue mógł podsycić skalę czystek, szczególnie gdy klęska stała się oczywista. Szacunki liczby wietnamskich cywilów zabitych przez żołnierzy komunistycznych w Hue wahają się od 2800 (na podstawie ciał ekshumowanych z masowych grobów) do prawie 6000. Bowden ostrożnie szacuje, że stracono 2000 osób.
Zagraniczni cywile schwytani w mieście byli traktowani różnie. Niektórzy zostali zaprowadzeni na północ do niewoli, podczas gdy inni zostali straceni, w tym trzech lekarzy z Niemiec Zachodnich, dwóch francuskich mnichów benedyktyńskich oraz dwóch pracowników rządu USA. Francuscy dziennikarze Catherine Leroy i Francois Mazure zostali schwytani przez Wietnamską Armię Ludową, ale pozwolono im wrócić za linie amerykańskie, dokąd przynieśli zdjęcia z północnowietnamskiej strony bitwy, które następnie zostały opublikowane w magazynie „Life”.

## Wpływ na amerykańską opinię publiczną

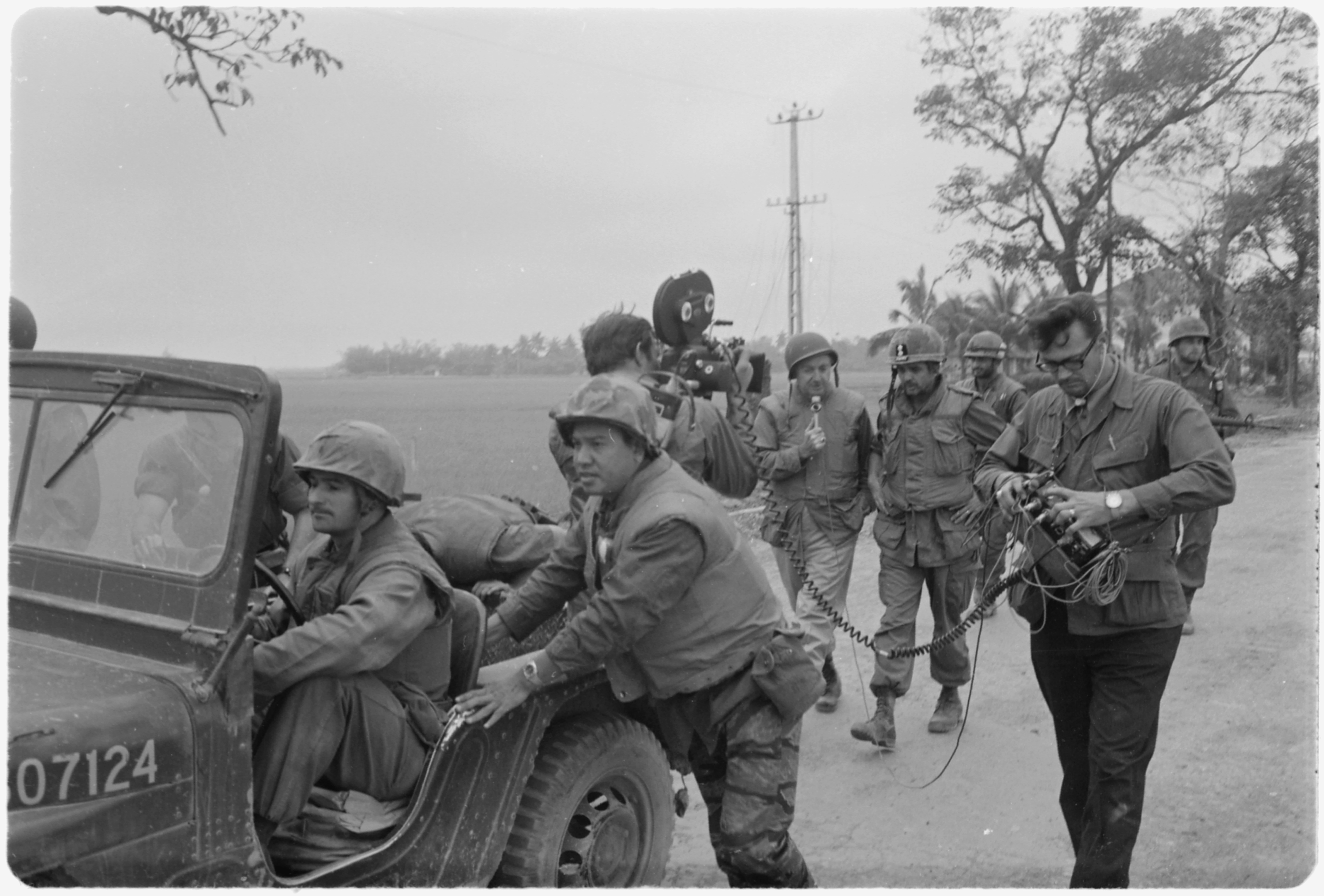
Walter Cronkite (trzyma mikrofon) przeprowadza wywiad z ppłk. Gravelem nieopodal Hue, luty 1968

Pierwsze oświadczenia prasowe MACV umniejszały znaczenie wydarzeń w Hue, twierdząc, że tylko część miasta padła ofiarą niewielkich sił wroga, że miasto wkrótce zostanie w pełni przywrócone pod kontrolę rządu Wietnamu Południowego i że główny atak zostanie skierowany na Khe Sanh. Te i późniejsze optymistyczne doniesienia wkrótce zostały zweryfikowane przez doniesienia prasowe, gdy dziennikarze wkroczyli do miasta i relacjonowali zakres kontroli komunistycznej i zaciekłe walki dom po domu, które miały tam miejsce.
10 lutego 1968 roku prezenter CBS News Walter Cronkite odwiedził południowe Hue, aby nakręcić materiał do specjalnego raportu o wojnie w Wietnamie. Raport z Wietnamu: Kto, co, kiedy, gdzie, dlaczego? (ang. Report from Vietnam: Who, What, When, Where, Why?) wyświetlono 27 lutego 1968 roku, a Cronkite zakończył raport komentarzem:

Zbyt często byliśmy rozczarowani optymizmem amerykańskich przywódców, zarówno w Wietnamie, jak i w Waszyngtonie, aby wierzyć w pozytywne wieści, które znajdują w najciemniejszych chmurach. Mogą mieć rację, że zimowo-wiosenną ofensywę Hanoi wymusiła komunistyczna świadomość, że nie mogą wygrać dłuższej wojny na wyniszczenie i że komuniści mają nadzieję, że jakikolwiek sukces w ofensywie poprawi ich pozycję w ostatecznych negocjacjach. […] Ponieważ wydaje się teraz bardziej pewne niż kiedykolwiek, że krwawe doświadczenie Wietnamu zakończy się impasem. Prawie pewny impas tego lata zakończy się albo prawdziwymi negocjacjami typu „daj i bierz”, albo straszną eskalacją; i za każdym razem, gdy będziemy mogli eskalować, wróg może nam dorównać, a to dotyczy inwazji na Północ, użycia broni nuklearnej lub samego zaangażowania stu, dwustu lub trzystu tysięcy amerykańskich żołnierzy w bitwę. […] Twierdzenie, że jesteśmy dziś bliżej zwycięstwa, oznacza wiarę w obliczu dowodów w optymistów, którzy mylili się w przeszłości. [Z kolei] Sugerowanie, że jesteśmy na skraju porażki, oznacza uleganie nieuzasadnionemu pesymizmowi. Twierdzenie, że tkwimy w impasie, wydaje się jedynym realistycznym, choć niezadowalającym wnioskiem. Na wypadek, gdyby analitycy wojskowi i polityczni mieli rację, w ciągu najbliższych kilku miesięcy musimy przetestować intencje wroga, na wypadek gdyby to był rzeczywiście jego ostatni wielki oddech przed negocjacjami. Ale dla tego reportera staje się coraz bardziej jasne, że jedynym racjonalnym wyjściem będą wówczas negocjacje, nie z pozycji zwycięzcy, ale honorowego narodu, który dotrzymał obietnicy obrony demokracji i zrobił wszystko, co mógł

Po obejrzeniu raportu Cronkite’a prezydent Lyndon Johnson rzekomo powiedział: „Jeśli straciłem Cronkite’a, straciłem środkową Amerykę”. Ta relacja została zakwestionowana w książce o rzetelności dziennikarskiej.
Pod względem militarnym bitwa o Hue i cała ofensywa Tết zakończyły się zdecydowanym zwycięstwem USA i Wietnamu Południowego. Jednakże szok wywołany ofensywą Tết, która nastąpiła tak szybko po ogłoszeniu „końca wojny w zasięgu wzroku” przez gen. Williama Westmorelanda w listopadzie 1967 roku, podważył wiarygodność Westmorelanda i jego strategii w administracji Johnsona. W ciągu kolejnych miesięcy amerykańska opinia publiczna zdecydowanie przestała popierać wojnę.

## Analiza
Przez całą bitwę dowództwo USA konsekwentnie niedoceniało wielkość zaangażowanych sił komunistycznych i sił alianckich niezbędnych do ich pokonania. Początkowo siły nieprzyjaciela zidentyfikowano jako pochodzące z 4., 5. i 6 Pułku Wietnamskiej Armii Ludowej. Później zidentyfikowano dodatkowe bataliony jako pochodzące z 29 Pułku 325C Dywizji, 90. i 803 Pułku 324B Dywizji i 24 Pułku 304 Dywizji. Uważa się, że trzy z tych pułków brały udział w oblężeniu Khe Sanh. Wywiad aliancki oszacował, że w bitwie brało udział 16–18 batalionów Wietnamskiej Armii Ludowej, w sumie 8 000–11 000 żołnierzy. Wsparcie lotnicze i artyleryjskie aliantów było ograniczone przez złą pogodę, trudności z zaopatrzeniem i początkowo przez decyzje mające na celu ograniczenie uszkodzeń historycznej zabudowy Hue.
Podczas gdy porażka komunistów była nieunikniona w obliczu amerykańskiej siły ognia, niepowodzenie w odcięciu linii zaopatrzeniowych nieprzyjaciela i odizolowaniu jego pola bitwy sprawiło, że bitwa trwała dłużej i była bardziej kosztowna dla sił południowowietnamskich i amerykańskich niż było to konieczne. Do ostatniego tygodnia bitwy ARW, Marines i 1 Dywizja Kawalerii toczyły oddzielne, w dużej mierze nieskoordynowane bitwy bez jednolitej struktury dowodzenia, bez ogólnej strategii i konkurencyjnych wymagań dotyczących logistyki, wsparcia powietrznego oraz artyleryjskiego. Opóźnienie kontrataku do czasu opracowania jasnej strategii i zgromadzenia niezbędnych sił mogłoby zmniejszyć straty wśród sił ARW, USA i cywilów oraz skrócić czas trwania bitwy.
Choć za wysoką cenę udało sie wyrzucić komunistów z miasta, to ich siły nie zostały całkowicie unicestwione. Komunistom nie udało się utrzymać miasta ani wywołać powszechnego powstania, ale podkopali zaufanie do rządu Thiệu-Kỳ i wiarę społeczeństwa na południu w pewne zwycięstwo. Choć nie taki był plan Wietnamu Północnego, ich największym sukcesem był szok wywołany niespodziewanym atakiem i negatywny wpływ bitwy oraz całej ofensywy Tết na opinię publiczną w USA.
Generał Wietnamskiej Armii Ludowej Trần Văn Trà napisał później o ofensywie Tết: „Nie oceniliśmy prawidłowo stsunku sił między nami a wrogiem […] [Cele ofensywy] przekraczały nasze rzeczywiste siły […] częściowo [była to] iluzja oparta na naszych subiektywnych pragnieniach”.

## Pamięć
Krążownik rakietowy klasy Ticonderoga USS „Hué City”, oddany do użytku w 1991 roku, został nazwany na cześć tej bitwy. Do tej pory jest to jedyny okręt US Navy nazwany na cześć bitwy stoczonej w czasie wojny wietnamskiej.